# Edward VIII của Anh
Edward VIII của Anh (Edward Albert Christian George Andrew Patrick David; 23 tháng 6 năm 1894 – 28 tháng 5 năm 1972) là Quốc vương Vương quốc Anh và các quốc gia tự trị của Anh, và Hoàng đế Ấn Độ, từ ngày 20 tháng 1 năm 1936 cho đến khi ông thoái vị vào ngày 11 tháng 12 cùng năm.
Edward là Vương tử trưởng của Quốc vương George V và Vương hậu Mary. Ông được tấn phong Thân vương xứ Wales vào ngày sinh nhật lần thứ 16, sáu tuần sau khi phụ vương của ông kế vị ngai vàng. Thời niên thiếu, ông phục vụ trong Hải quân Anh dưới thời Đệ Nhất Thế Chiến và có nhiều chuyến công du thay mặt cho phụ vương.
Edward trở thành quốc vương sau khi phụ vương băng hà đầu năm 1936. Tuy nhiên, ông tỏ ra khó chịu với những lễ nghi rườm rà chốn cung đình, khiến các chính trị gia trong nước lo lắng vì thái độ coi thường hiến pháp của ông. Chỉ vài tháng sau khi lên ngôi, ông gây ra một vụ khủng hoảng khi kết hôn với Wallis Simpson, một phụ nữ Hoa Kỳ đã từng ly dị một đời chồng và đang sống ly thân với người chồng thứ hai. Thủ tướng Anh và các thuộc địa phản đối hôn sự, lập luận rằng một phụ nữ đã từng ly dị hai đời chồng không đủ tư cách để làm mẫu nghi thiên hạ. Theo như truyền thống, một cuộc hôn nhân như vậy là không hề phù hợp bởi Edward là thủ lĩnh tối cao của Giáo hội Anh, Anh giáo phản đối việc tái hôn sau khi ly hôn nếu như người hôn phối cũ vẫn còn sống. Edward biết rằng chính phủ Anh, đứng đầu là thủ tướng Stanley Baldwin, sẽ đồng loạt từ chức nếu như hôn sự được tiến hành, khi đó sẽ dẫn đến một cuộc tuyển cử bất đắc dĩ và phá hỏng thế trung lập về chính trị của Quốc vương Anh, vốn chỉ có quyền hành lập hiến. Mọi chuyện trở nên rõ ràng rằng ông không thể kết hôn với Wallis khi vẫn ngồi trên ngai vàng, Edward chọn cách thoái vị. Ngai vàng được chuyển cho người em trai của ông, Vương tử Albert (tức George VI). Với thời gian trị vì chỉ 326 ngày, Edward là một trong số những vị Quốc vương có thời gian cai trị ngắn nhất trong suốt chiều dài lịch sử Anh Quốc.
Sau khi thoái vị, ông được tấn phong làm Công tước xứ Windsor. Ông kết hôn với Wallis ở Pháp vào ngày 3 tháng 6 năm 1937, sau khi thủ tục ly hôn lần thứ hai của bà ta hoàn tất. Cuối năm đó, hai người có chuyến thăm nước Đức. Trong thời Đệ Nhị Thế Chiến, ông lần đầu tiên được bổ nhiệm là người đại diện cho quân đội Anh ở Pháp, nhưng sau khi có người cáo buộc rằng ông đồng cảm với những kẻ phát xít, ông bị đổi làm Toàn quyền xứ Bahamas. Sau chiến tranh, Edward sống nhàn nhã suốt quãng đời còn lại ở Pháp.

## Đầu đời

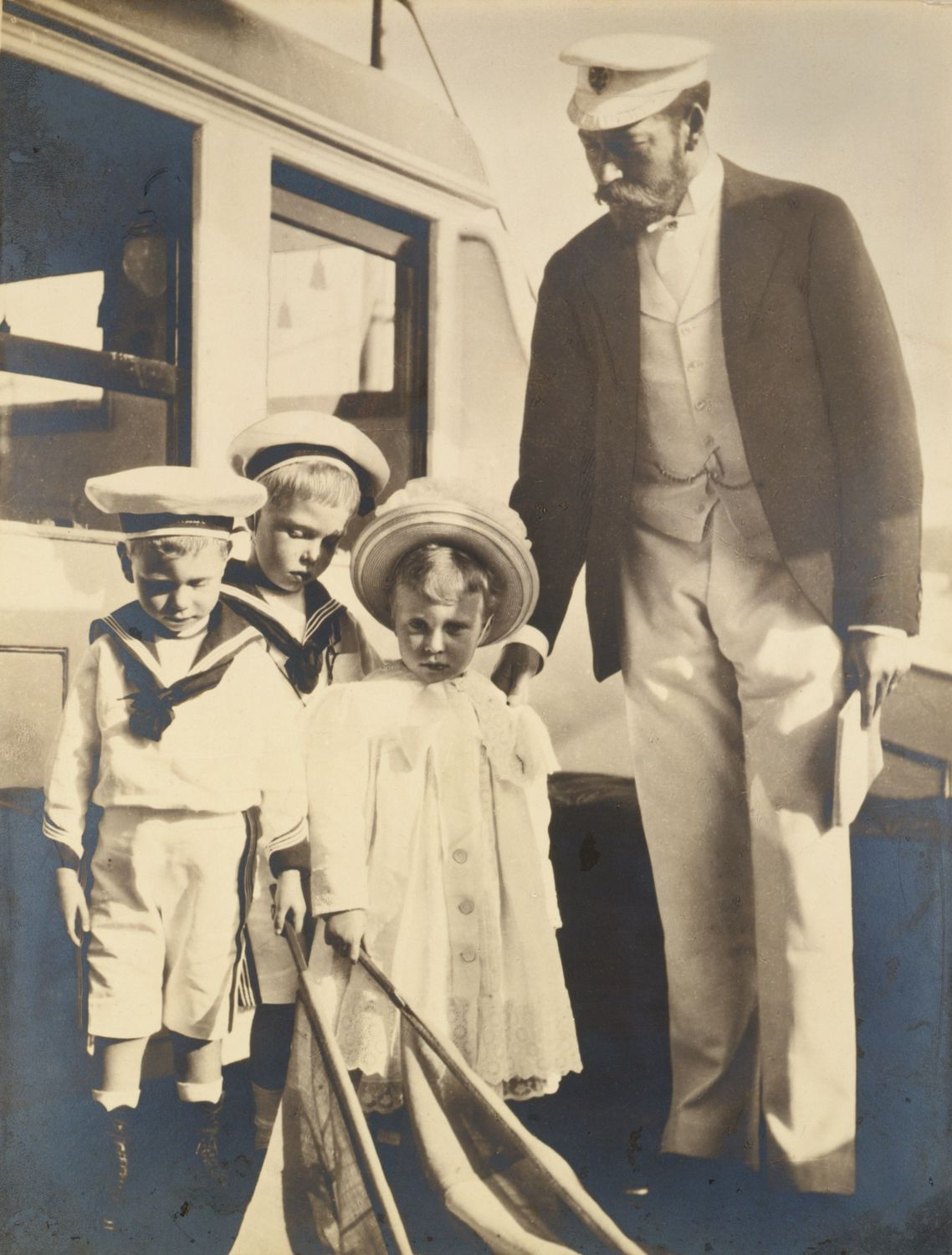
Edward (thứ hai từ bên trái) cùng với cha và các em (Albert và Mary), ảnh chụp bởi bà nội của ông, Thái tử phi Alexandra, năm 1899.

Edward sinh ngày 23 tháng 6 năm 1894 tại White Lodge, Richmond Park, ngoại ô thành Luân Đôn dưới thời của bà cố ông là Victoria của Anh. Ông là con trai đầu lòng của Công tước và Công nương xứ York (về sau là Quốc vương George V và Vương hậu Mary). Phụ thân ông là con trai thứ hai của Thân vương và Vương phi xứ Wales (về sau là Quốc vương Edward VII và Vương hậu Alexandra). Mẫu thân ông là trưởng nữ của Francis, Công tước xứ Teck và Mary Adelaide, Công tước phu nhân xứ Teck. Lúc chào đời, ông nghiễm nhiên được xếp thứ ba trong Danh sách kế vị ngai vàng Anh, sau tổ phụ và phụ thân.
Ông được rửa tội với cái tên Edward Albert Christian George Andrew Patrick David tại Green Drawing Room thuộc White Lodge ngày 16 tháng 7 năm 1894 bởi Edward White Benson, Tổng Giám mục xứ Canterbury. Cái tên này được chọn theo tên của Vương tử Albert Victor, Công tước xứ Clarence và Avondale, người bác quá cố của Edward, tên thường gọi của ông ta là "Eddy" hay Edward, và ông cố ngoại của ông - vua Christian IX của Đan Mạch. Chữ "Albert" cũng là tên của phu quân quá cố của Nữ vương, Vương tế Albrecht, và mấy chữ cuối – George, Andrew, Patrick và David – theo tên Thánh đỡ đầu của Anh, Scotland, Ireland và Wales. Ông thường được người nhà và các bạn thân gọi bằng chữ cuối cùng trong tên của mình, David.
Như một truyền thống đối với những trẻ em thuộc tầng lớp thượng lưu thời kì đó, Edward và các em của ông được giao cho các bảo mẫu chăm sóc thay vì cha mẹ ruột. Một trong số các bảo mẫu thường nhục mạ ông bằng cách véo lỗ tai trước khi ông được giao trả cho cha mẹ. Sau đó ông khóc thét lên khiến Công tước và Công nương để ý. Người bảo mẫu bị tống cổ sau khi những hành vi ngược đãi trẻ em của bà ta bị phát giác.
Phụ thân của Edward, dù là người rất khắc nghiệt, nhưng cũng rất tình cảm, và mẫu thân ông thường hay vui đùa với các con, trái ngược với hình ảnh khắc khổ trước công chúng của bà, và các con bà cũng thường hay tâm sự với bà.

## Giáo dục

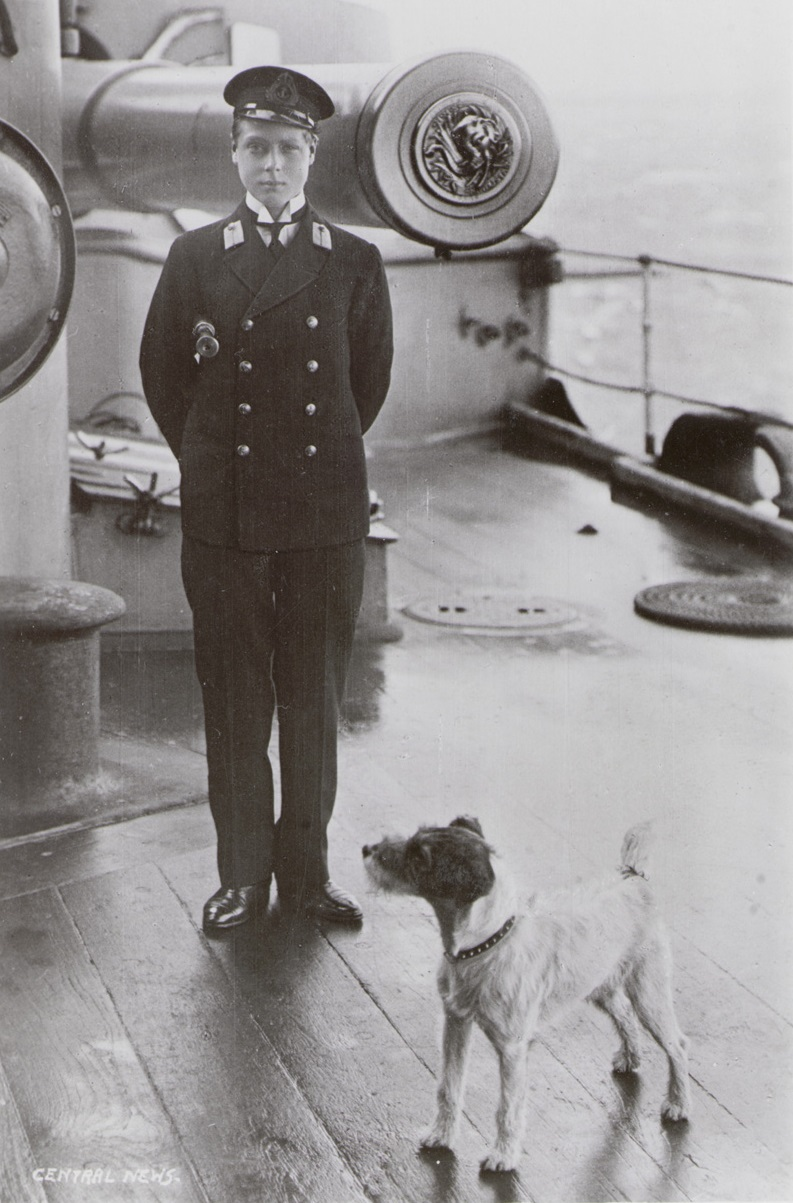
Edward trên cương vị chuẩn úy hải quân trên tàu HMS Hindustan, 1910.

Ban đầu Edward được dạy kèm tại nhà bởi Helen Bricka. Khi cha mẹ ông có chuyến công du khắp các thuộc địa trong suốt 9 tháng sau khi Victoria của Anh băng hà năm 1901, ông và các em ở lại Anh cùng ông bà nội, Vương hậu Alexandra và Quốc vương Edward VII, họ thường hay tắm rửa và chăm sóc cho các cháu. Khi cha mẹ trở về, Edward được giao cho hai người đàn ông chăm sóc, Frederick Finch và Henry Hansell, và cứ như vậy cho đến khi ông và các em đến tuổi thành niên.
Edward bị Hansell giáo dưỡng một cách nghiêm khắc cho đến khi lên 13 tuổi. Ông được các gia sư dạy học tiếng Đức và Pháp. Edward vào học tại Trường Hải quân Osborne từ năm 1907. Hansell từng muốn Edward đến trường sớm hơn, nhưng phụ thân ông không cho phép. Trong suốt hai năm ở Osborne College, ông tỏ ra không thích nơi này, và sau chuyển đến Học viện Hải quân hoàng gia Anh tại Dartmouth. Ông được dự định sẽ tập huấn hai năm trong hàng ngũ Hải quân hoàng gia. Một lần đổ bệnh quai bị có thể đã khiến ông không thể có con được.
Khi phụ thân ông bước lên ngai vàng ngày 6 tháng 5 năm 1910 sau khi Quốc vương Edward VII băng hà, Edward đương nhiên trở thành Công tước xứ Cornwall và Công tước xứ Rothesay, và được tấn phong Thân vương xứ Wales và Bá tước xứ Chester vào một tháng sau, 23 tháng 6 năm 1910, ngày sinh nhật thứ 16. Người ta bắt đầu chuẩn bị cho ông những công vụ mà ông cần phải làm dưới tư cách là vị Quốc vương tương lai, tên của ông bị rút khỏi khóa huấn luyện hải quân và ông chính thức trở thành sĩ quan hải quân trong ba tháng, phục vụ trên tàu chiến Hindustan, và ngay sau đó ghi danh vào Magdalen College, Oxford, và tại nơi này, theo những người viết tiểu sử, và nơi giáo dục cho ông những phẩm chất cần thiết của một quân vương tương lai. Là một người say mê cưỡi ngựa, ông đã đăng ký tham gia vào một câu lạc bộ polo trong trường. Ông ra khỏi Oxford sau tám học kì mà không nhận được một bằng cấp nào cả.

## Thân vương xứ Wales
Edward chính thức làm lễ tấn phong Thân vương xứ Wales trong một buổi lễ đặc biệt tại Lâu đài Caernarfon ngày 13 tháng 7 năm 1911. Buổi lễ tấn phong diễn ra ở Wales, theo ý kiến của chính trị gia người Wales David Lloyd George, Đốc quân của tòa lâu đài và là Bộ trưởng Tài chính trong chính phủ đương nhiệm của Đảng Tự do. Lloyd George tổ chức một buổi lễ khá kì lạ, phô trương nhưng rỗng tuếch, và chỉ cho Edward một vài từ ngữ Wales bản địa.

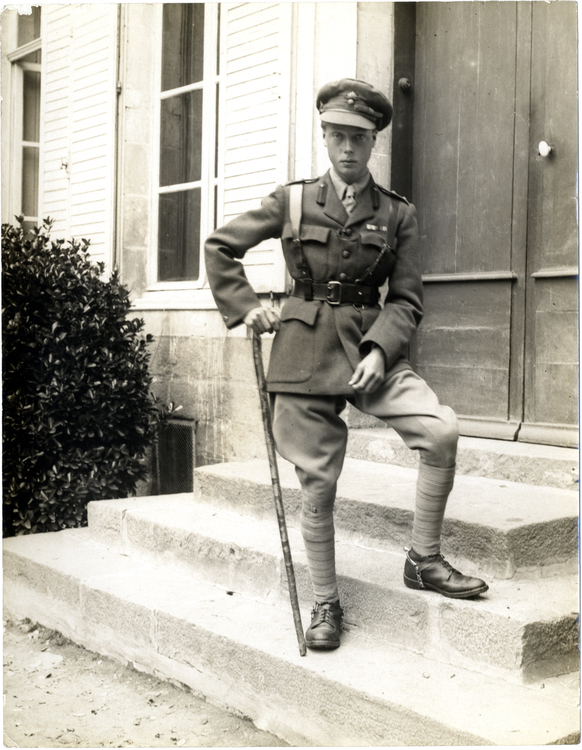
Edward dưới thời Chiến tranh thế giới thứ nhất.

Khi Đệ Nhất Thế Chiến nổ ra năm 1914, thì Edward đã đến tuổi và sẵn sàng tham gia chiến đấu. Ông tham gia Vệ binh Grenadier vào tháng 6 năm 1914, và mặc dù Edward sẵn sàng phục vụ trên chiến trường, thì Bộ trưởng Chiến tranh, Herbert Kitchener, Bá tước Kitchener thứ nhất từ chối điều đó, và chỉ ra sẽ là tai họa lớn nếu như chẳng may vương thái tử rơi vào tay quân giặc.
Mặc dù vậy, Edward cũng đã từng ra tiền tuyến và cố gắng đến thăm các binh sĩ một cách thường xuyên nhất có thể, và ông được trao tặng Huân chương quân sự chữ thập năm 1916. Mặc dù vai trò hạn chế của ông trong cuộc chiến, nó cũng đã giúp ông giành được tình cảm của các chiến binh đang tham chiến. Edward đã lần đầu tiên lái máy bay quân sự năm 1918, và sau đó ông nhận được bằng phi công.

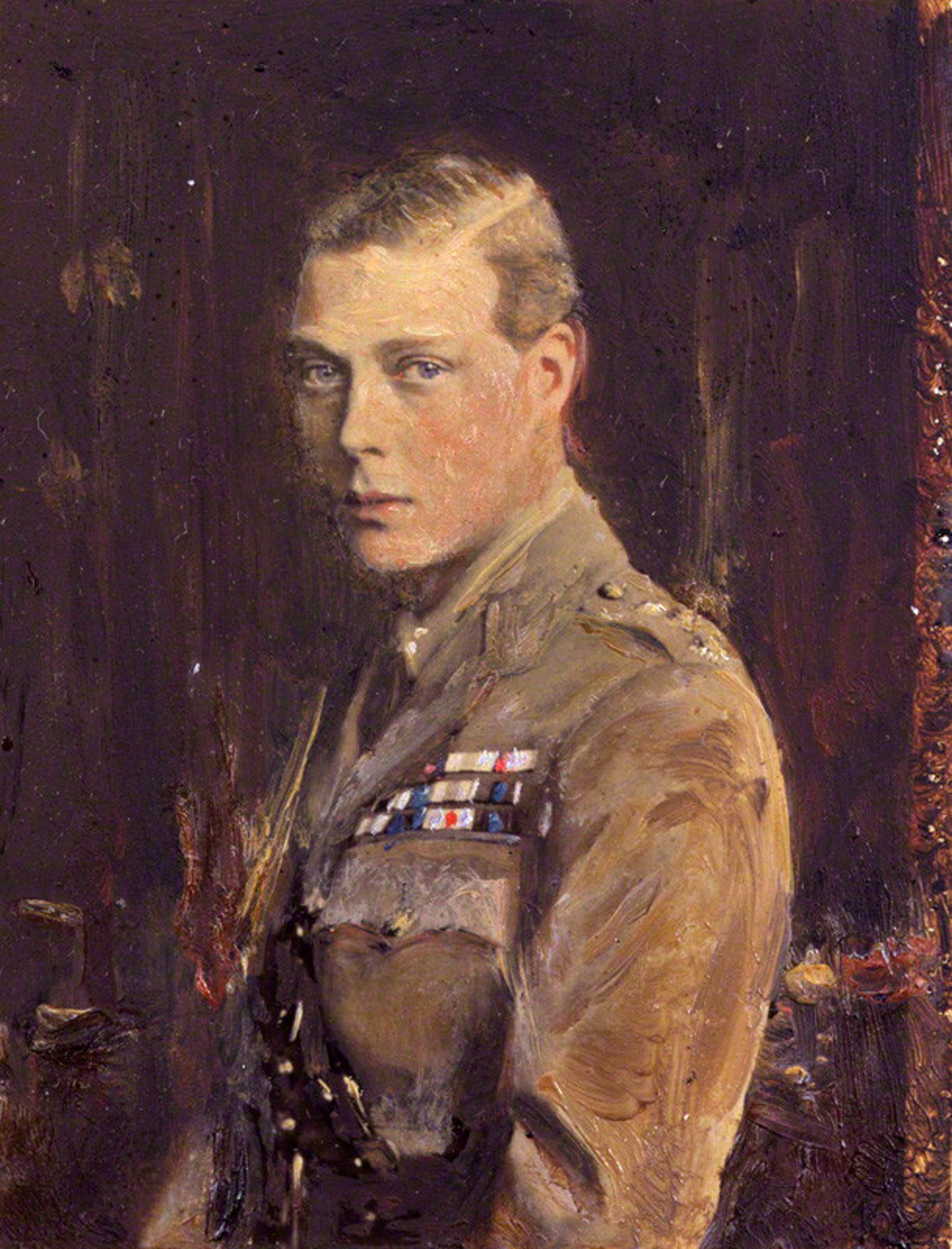
Chân dung vẽ bởi Reginald Grenville Eves, 1920.

Trong những năm 1920, Edward, Thân vương xứ Wales, thay mặt phụ vương, Quốc vương George V, thực hiện nhiều chuyến công du hải ngoại vì tình trạng sức khỏe của Quốc vương ngày một thảm hại. Vì ông là người thuộc tầng lớp thượng lưu, hay đi đây đó, và ngoại hình đẹp trai, lại chưa kết hôn, khiến ông giành được nhiều sự chú ý từ công chúng, vào thời điểm đỉnh cao của sự nổi tiếng, ông là người được chụp ảnh nhiều nhất đương thời. Ông dành mối quan tâm đặc biệt cho khoa học và vào năm 1926 ông là chủ tịch của Hiệp hội vì sự tiến bộ khoa học của Anh khi trường cũ của ông, Đại học Oxford, tổ chức một cuộc họp xã hội thường niên.
Ông cũng đặt chân tới những vùng đất nghèo khó nhất của đất nước, và có 16 chuyến công du đến nhiều vùng lãnh thổ trong Đế quốc Anh trong giai đoạn từ 1919 đến 1935. Trong chuyến thăm Canada năm 1919, ông mua lại một trang trại Bedingfield, gần Pekisko, Alberta, và năm 1924, ông quyên góp Huân chương Thân vương xứ Wales cho Hiệp hội Khúc côn cầu Anh quốc. Từ tháng 1 đến tháng 4 năm 1931, ông và vương đệ, Vương tử George, Công tước xứ Kent, chu du suốt 18 dặm trong chuyến công du Nam Mỹ, vượt đại dương trên con tàu Oropesa, và trở lại Paris rồi lên máy bay từ Sân bay Paris–Le Bourget và trở lại Đại Công viên Windsor.
Mặc dù đi lại nhiều nơi, Edward mang lòng phân biệt chủng tộc đối với người ngoại quốc và nhiều thành phần trong xã hội đế quốc Anh, ông tin rằng người da trắng là giống người cao cấp hơn các giống người khác. Năm 1920, trong chuyến thăm Australia, ông viết về người Úc bản địa: " chúng là những sinh vật sống ghê tởm nhất mà ta từng thấy! Chúng là tầng lớp hạ đẳng nhất của loài người và rất gần với loài khỉ."
Năm 1919, Vương tử đồng ý làm Chủ tịch của ban tổ chức cuộc triển lãm Đế quốc Anh tại Công viên Wembley, tây bắc Luân Đôn. Vương tử muốn cho cuộc triển lãm sẽ được diễn ra ở "một sân vận động quốc gia lớn", và do đó ông là người nảy ra ý kiến về Sân vận động Wembley.

## Những mối tình

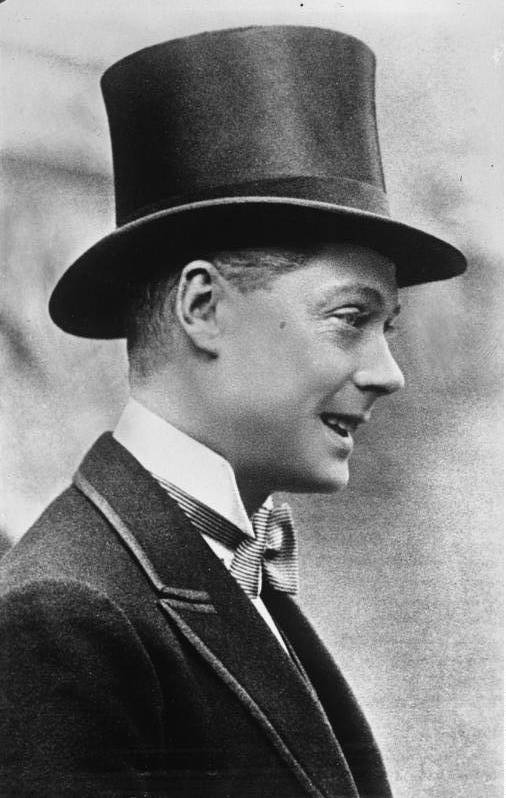
Edward năm 1932

Năm 1917, trong thời gian nổ ra Chiến tranh thế giới, ông vướng vào một mối tình với ả gái điếm đến từ Paris, Marguerite Alibert, bà ta giữ một tá những bức thư tình bí mật của ông. Sau đó mối quan hệ này đổ vỡ năm 1918, ông bắt đầu mối tình với một phụ nữ Anh đã có chồng, Freda Dudley Ward, người thừa kế của một hãng dệt may. Năm 1923, Alibert được trắng án sau một phiên tòa đại hình sau vụ bà ta bắn chồng mình ở London Savoy.
Những hành vi liều lĩnh và lăng nhăng của Edward trong những năm 1920 và 1930 khiến Thủ tướng Anh Stanley Baldwin, Quốc vương George V, và những người gần gũi với Vương tử cảm thấy lo lắng. Alan Lascelles, thư ký riêng của Edward trong suốt tám năm của giai đoạn này, tin rằng "vì một số lí do tâm lý và di truyền, sự phát triển bình thường của vương thái tử đã chững lại khi anh ta đến tuổi vị thành niên". George V thấy thất vọng về việc Edward thất bại trong việc ổn định cuộc sống, chán ghét các mối quan hệ của ông với những phụ nữ đã có chồng, và tỏ ra miễn cưỡng trước việc ông là người kế vị ngai vàng. "Sau khi trẫm chết," George nói, "nó sẽ hủy hoại chính mình trong vòng 12 tháng."
Đứng thứ hai trong danh sách kế vị là em trai của Edward - Vương tử Albert ("Bertie"). Albert (về sau là Quốc vương George VI) và vợ, Elizabeth (về sau là Vương hậu Elizabeth), có hai con gái. Con gái lớn là Elizabeth (về sau là Nữ vương Elizabeth II. George V thương yêu Albert và cháu nội Elizabeth, ông nói với người hầu, "Cầu Chúa cho con trai trưởng của trẫm [Edward] sẽ không bao giờ lấy vợ và có con, như thế sẽ không còn gì ngăn cản Bertie và Lilibet bước lên với ngai vàng." Năm 1929, tạp chí Time đưa tin Edward trêu đùa em dâu của ông, bằng cách gọi bà ta là "Vương hậu Elizabeth". Tạp chí đặt câu hỏi là "bà ta sao không thỉnh thoảng tự hỏi là có bao nhiêu sự thực trong câu chuyện mà ông đã từng nói là ông sẽ từ bỏ quyền kế vị sau khi Quốc vương George V băng hà – điều sẽ khiến cho biệt danh này trở thành sự thật".
Năm 1930, George V ban cho Edward quyền thuê Fort Belvedere, ở Đại Công viên Windsor. Tại đây, Edward tiếp tục mối quan hệ với nhiều phụ nữ đã có chồng, bao gồm Freda Dudley Ward và Thelma Furness, Nữ Tử tước Furness, vợ của một quý tộc người Anh, bà này đã giới thiệu cho Vương tử một người bạn và đồng nghiệp của mình, là Wallis Simpson, người gốc Hoa Kỳ. Simpson đã ly dị với người chồng thứ nhất, sĩ quan hải quân Mỹ, Bá tước Winfield Spencer, Jr., năm 1927. Người chồng thứ hai của bà, Ernest Simpson, là một thương nhân mang hai dòng máu Anh - Mỹ. Wallis Simpson và Vương tử xứ Wales, đã trở thành tình nhân của nhau khi phu nhân Furness đi du lịch nước ngoài, dù rằng Edward cương quyết khẳng định với phụ vương là ông chưa từng thân mật với bà ta, và còn nói bà ta không thích hợp để là người tình của ông. Mối quan hệ giữ Edward với Simpson, tuy nhiên, tiếp tục làm xấu đi mối quan hệ vốn đã chẳng mấy tốt đẹp giữa cha con ông. Mặc dù Quốc vương George V và Vương hậu Mary đã gặp Simpson ở Cung điện Buckingham năm 1935, nhưng về sau họ từ chối công nhận bà ta.
Chuyện tình của Edward với một phụ nữ Mỹ đã từng ly dị khiến nhiều người lo ngại, và cặp đôi này bị cảnh sát theo dõi thường xuyên, thậm chí người ta còn bí mật bàn về bản chất mối quan hệ của họ. Một báo cáo không ghi ngày tháng cụ thể nói về chuyến đi đến một cửa hàng đồ cổ của cặp đôi này, và nhấn mạnh rằng "người phụ nữ đó dường như nắm chặt POW [Thân vương xứ Wales] trong lòng bàn tay của mình." Mối nguy cơ về việc một người Mỹ từng ly dị và có mối quan hệ đáng ngờ như vậy cứ đeo bám bên người thừa kế vương quốc khiến chính phủ rất lo lắng.

## Trị vì

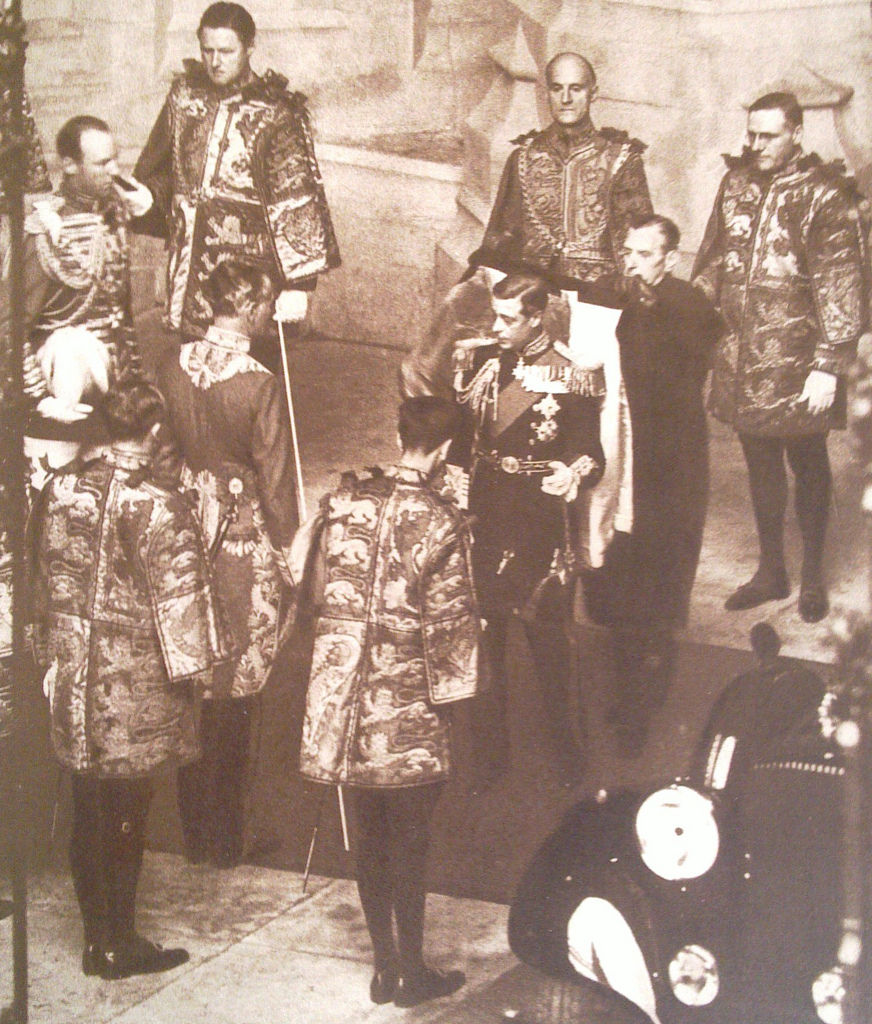
Edward VIII cùng với các thành viên của College of Arms trong phiên Khai mạc Nghị viện, 3 tháng 11, 1936

Quốc vương George V băng hà ngày 20 tháng 1 năm 1936, Edward kế vị ngôi vua với vương hiệu Edward VIII. Ngày hôm sau, được hộ tống bởi Simpson, ông phá vỡ tục lệ khi chứng kiến buổi tuyên thệ đăng cơ của mình từ một cửa sổ ở Cung điện St James. Ông trở thành vị quân vương đầu tiên của Đế quốc Anh ngồi máy bay từ Sandringham đến Luân Đôn để tiếp kiến Hội đồng cơ mật.
Edward khiến các thành viên chính phủ cảm thấy khó chịu khi có những hành động tỏ ý muốn tham gia vào các vấn đề chính trị. Những bình luận của ông về một chuyến du lịch ở South Wales rằng "cần phải làm cái gì đó" cho những thợ mỏ than thất nghiệp bị xem là tìm cách định hướng cho những chính sách của chính phủ. Các bộ trưởng đã miễn cưỡng gửi những giấy tờ cơ mật đến Fort Belvedere, bởi vì rõ ràng Edward chẳng mấy để ý tới chúng, nhưng họ lo sợ rằng Simpson và những người khách của bà sẽ đọc được những thứ đó, rồi sẽ tiết lộ những bí mật này ra ngoài làm phương hại đến lợi ích quốc gia.
Những hành động đi ngược với truyền thống của Edward còn thể hiện ở chỗ ông can thiệp vào việc in chân dung ở mình trên mấy đồng tiền. Ông phá vỡ tiền lệ rằng chân dung của Quốc vương hoặc Nữ vương nối ngôi phải in ngược hướng với chân dung của người tiền nhiệm. Edward nói rằng nửa mặt bên trái của ông (tiền dưới thời phụ vương của ông in hình nửa mặt bên trái của Quốc vương), mới có đường ngôi trên mái tóc rõ nét. Chỉ có rất ít những đồng xu được đúc ra trong thời gian ở ngôi của ông, và tất cả đều rất hiếm có. Khi George VI lên kế vị ngai vàng, ông tìm cách duy trì truyền thống bằng cách vẫn cho đúc tiền in nửa mặt bên trái của mình, để chứng tỏ rằng theo đúng phép thì những đồng tiền thời Edward phải in nửa mặt bên phải.

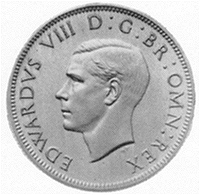
Tiền nửa mặt in chân dung Edward VIII

Ngày 16 tháng 7 năm 1936, một kẻ sát thủ người Ireland gọi là Jerome Bannigan, bí danh George Andrew McMahon, đã cầm một khẩu súng trong lúc Edward đang cưỡi ngựa ở Constitution Hill, gần Cung điện Buckingham. Cảnh sát nhanh chóng bắt giữ ông ta khi phát hiện điều khả nghi. Theo lời khai của Bannigan, ông lo sợ về một "thế lực bên ngoài" đã tiếp cận ông để giết Edward, ông ta chỉ làm việc đó nhằm mục đích báo động giúp cho cảnh sát tìm ra thủ phạm thực sự. Tòa án không chấp nhận lời biện hộ đó, kết tội ông ta với tội danh "ý định báo động" và bỏ tù một năm. Hiện nay người ta cho rằng Bannigan đã từng tiếp xúc với MI5, nhưng tính xác thực của phần còn lại của lời khai vẫn còn là một câu hỏi mở.
Tháng 8 và 9, Edward và Simpson chu du Địa Trung Hải trên con tàu Nahlin. Trước tháng 10, ngày càng rõ ràng rằng tân vương có ý kết hôn với Simpson, nhất là khi thủ tục ly hôn của Simpsons đã gần được hoàn thành và đệ trình lên Ipswich Assizes. Tất cả những sự chuẩn bị cho tương lai đã được dự tính tới, kể cả lễ đăng quang của Quốc vương Edward và Vương hậu Wallis. Bởi vì những lý do tôn giáo của cuộc hôn nhân này, có kế hoạch rằng buổi lễ đăng quang sẽ được tổ chức ở Banqueting House thuộc Whitehall thay vì nơi truyền thống là Tu viện Westminster.
Mặc dù ở Mỹ báo chí đang rần rần về vụ Edward và Wallis, báo chí Anh lại không tiết lộ bất kì thông tin nào, và công chúng không biết được sự thực cho đến đầu tháng 12.

## Thoái vị

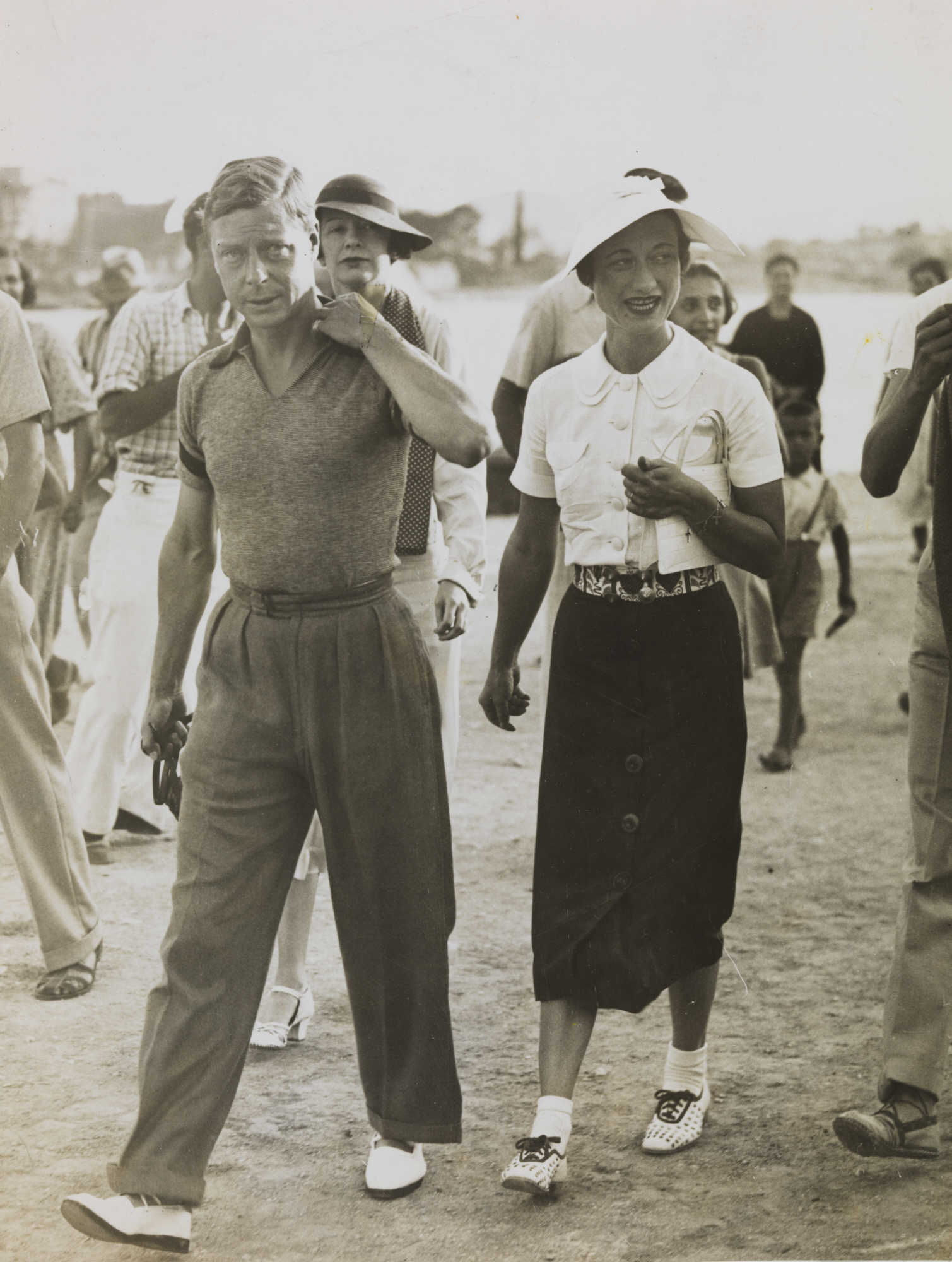
Edward VIII và Wallis Simpson trong kì nghỉ của họ ở Địa Trung Hải, 1936.

Ngày 16 tháng 11 năm 1936, Edward mời Thủ tướng Anh Stanley Baldwin đến Cung điện Buckingham và bày tỏ ý định của ông là kết hôn với Wallis Simpson sau khi bà ta hoàn thành thủ tục ly hôn. Baldwin nhấn mạnh với ông rằng thần dân của vương quốc cảm thấy rằng cuộc hôn nhân này về mặt đạo đức là hoàn toàn bất hợp lý, bởi vì Giáo hội Anh thời đó phản đối việc tái hôn sau khi ly hôn, và người ta sẽ không tán thành việc Simpson trở thành vương hậu. Là quốc vương, Edward còn đảm nhận vai trò Thủ lĩnh tối cao của Giáo hội Anh, và các giáo sĩ đều muốn ông phải chấp hành những quy chế của Giáo hội.
Edward đề xuất giải pháp là chế độ hôn nhân giữa quý tộc và bình dân, theo đó ông vẫn là Quốc vương nhưng Simpson sẽ không được phong làm vương hậu. Bà ta sẽ được phong những danh hiệu nhỏ hơn, và con cái từ cuộc hôn nhân của họ sẽ không được kế vị ngai vàng. Tuy nhiên điều này cũng bị nội các phủi bỏ, chính phủ các nước thuộc địa cũng bày tỏ quan điểm tương tự,. Căn cứ theo Quy ước Westminster 1931, thì "tất cả những thay đổi trong pháp luật liên quan đến thừa kế ngai vàng hoặc danh hiệu, huy hiệu vương thất phải được sự tán thành của Nghị viện tất cả các nước thuộc địa trong cuộc họp Nghị viện Vương quốc Anh thống nhất". Thủ tướng Australia (Joseph Lyons), Canada (Mackenzie King) và Nam Phi (J. B. M. Hertzog) rõ ràng chống đối việc Quốc vương kết hôn với một người đã ly hôn; Thủ tướng Nhà nước Tự do Ireland (Éamon de Valera) tỏ ra thờ ơ trước sự việc, trong khi Thủ tướng New Zealand (Michael Joseph Savage), trước kia chưa từng nghe gì về vụ Simpson, tỏ ra lưỡng lự. Đối mặt với những phản đối, Edward ban đầu hồi đáp rằng "không có nhiều người ở Australia" và thái độ của họ không phải là vấn đề.
Edward thông báo cho Baldwin rằng ông sẽ thoái vị nếu không thể lấy Simpson. Baldwin sau đó đưa cho Edward ba sự lựa chọn: từ bỏ ý nghĩ kết hôn; kết hôn mặc cho sự phản đối của chính phủ; hay thoái vị. Rõ ràng là Edward không thể từ bỏ Simpson, và ông biết rằng nếu ông chống lại ý kiến của chính phủ, thì chính phủ sẽ đồng loạt từ chức, và dẫn đến cuộc khủng hoảng hiến pháp. Ông chọn giải pháp thoái vị. Thái hậu Mary đã rất thất vọng và sốc, bà nói với Edward: "Nhân dân Anh đã đổ biết bao xương máu để bảo vệ giang sơn, vậy mà ngươi chỉ vì một người đàn bà mà chối bỏ trách nhiệm phụng sự Tổ quốc".
Edward ký vào công văn thoái vị tại Fort Belvedere ngày 10 tháng 12 năm 1936 dưới sự chứng kiến của các em trai của ông: Vương tử Albert, Công tước xứ York, là người thừa kế trên danh nghĩa; Vương tử Henry, Công tước xứ Gloucester; và Vương tử George, Công tước xứ Kent. Ngày hôm sau, đạo luật cuối cùng dưới thời của ông là ban vương thất chuẩn thuận cho Tuyên bố thoái vị năm 1936 của Thánh thượng theo các điều khoản của Quy chế Westminster, tất cả các thuộc địa.
Đêm ngày 11 tháng 12 năm 1936, Edward, bây giờ chỉ còn mang danh hiệu vương thân, giải thích vì lý do thoái vị của ông trong chương trình phát thanh phủ sóng khắp thế giới. Ông cho biết, "Trẫm không thể gánh vác trọng trách của quốc gia và thực hiện những nhiệm vụ của trẫm trên cương vị là một quân vương nếu không có sự giúp đỡ và ủng hộ của người phụ nữ mà trẫm yêu quý". Edward rời Anh đến Áo vào ngày hôm sau; ông không thể gặp Simpson cho đến lúc bà ta hoàn tất thủ tục li hôn, nhiều tháng sau đó. Vương đệ của ông là Vương tử Albert, Công tước xứ York kế vị ngôi vua, lấy vương hiệu là George VI. Con gái lớn của George VI, Vương nữ Elizabeth Alexandra Mary, trở thành người thừa kế lâm thời.

## Công tước xứ Windsor
Ngày 12 tháng 12 năm 1936, tại cuộc họp của Hội đồng cơ mật Vương quốc Anh, George VI tuyên bố ông sẽ phong cho vương huynh là "Công tước xứ Windsor" và danh xưng "Vương gia Điện hạ" (Royal Highness). Ông ta muốn đây là đạo luật đầu tiên dưới thời của mình, mặc dù công văn chính thức chưa được ký cho đến tận ngày 8 tháng 3 năm tiếp theo. Trong suốt thời gian đó, Edward được gọi là Công tước xứ Windsor. Ý của George VI khi tấn phong Edward làm công tước vương thất nhằm đảm bảo rằng ông không thể ứng cử vào cả Thượng lẫn Hạ viện.
Chứng thư ngày 27 tháng 5 năm 1937 tái phong tặng "danh hiệu, tôn hiệu hoặc thuộc tính của Vương gia Điện hạ" cho Công tước xứ Windsor, nhưng đặc biệt nhấn mạnh rằng "vợ và hậu duệ của ông, nếu có, sẽ không được chia sẻ danh hiệu và tôn hiệu này". Vài chính trị gia khuyên rằng việc tái xác nhận là không cần thiết bởi vì Edward sẽ tự động mang các danh hiệu này, và bà Simpson với tư cách là vợ của một vương thân nghiễm nhiên sẽ có danh xưng Vương gia Điện hạ; những người khác cho rằng ông sẽ bị tước đi tất cả danh hiệu vương thất, và chỉ còn được gọi là một cách đơn giản là "Quý ông Edward Windsor". Ngày 14 tháng 4 năm 1937, Tổng chưởng lý của Anh và Wales là Sir Donald Somervell nộp cho Bộ trưởng Nội vụ là Sir John Simon một bản ghi nhớ tóm tắt về quan điểm của Lord Advocate T. M. Cooper, Luật sư Nghị viện Sir Granville Ram, và chính ông ta:
1. Chúng tôi nghiêng về quan điểm rằng sự thoái vị của Công tước xứ Windsor có thể đã không kèm theo yêu cầu về quyền là Vương gia Điện hạ. Nói cách khác, không có lý do gì để biện bác nếu Quốc vương quyết định rằng loại trừ ông ta khỏi sự kế thừa trực hệ và loại bỏ danh hiệu của ông ta theo chứng thư.
2. Tuy nhiên câu hỏi này phải được xem xét trên cơ sở thực tế rằng, vì lý do đó cũng là dễ hiểu, ông ta được sự chấp thuận của Thánh thượng nên sẽ được gọi là Vương gia Điện hạ trong các sự kiện và văn kiện chính thức. Theo tiền lệ rõ ràng là hôn thê của một Vương gia Điện hạ sẽ đồng thời mang danh hiệu này trừ phi có một số lý do thích hợp để loại trừ quyền đó của bà ta.
3. Chúng tôi đi đến kết luận rằng người vợ không thể đòi quyền đó trên bất kì cơ sở pháp lý này. Quyền được sử dụng danh hiệu và tôn hiệu, theo cái nhìn của chúng tôi, nằm trong đặc quyền của Thánh thượng và Ngài có đủ quyền lực để cấp chứng thư tỏ ý đồng tình hay phản bác những sự việc tương tự như vậy.[73]

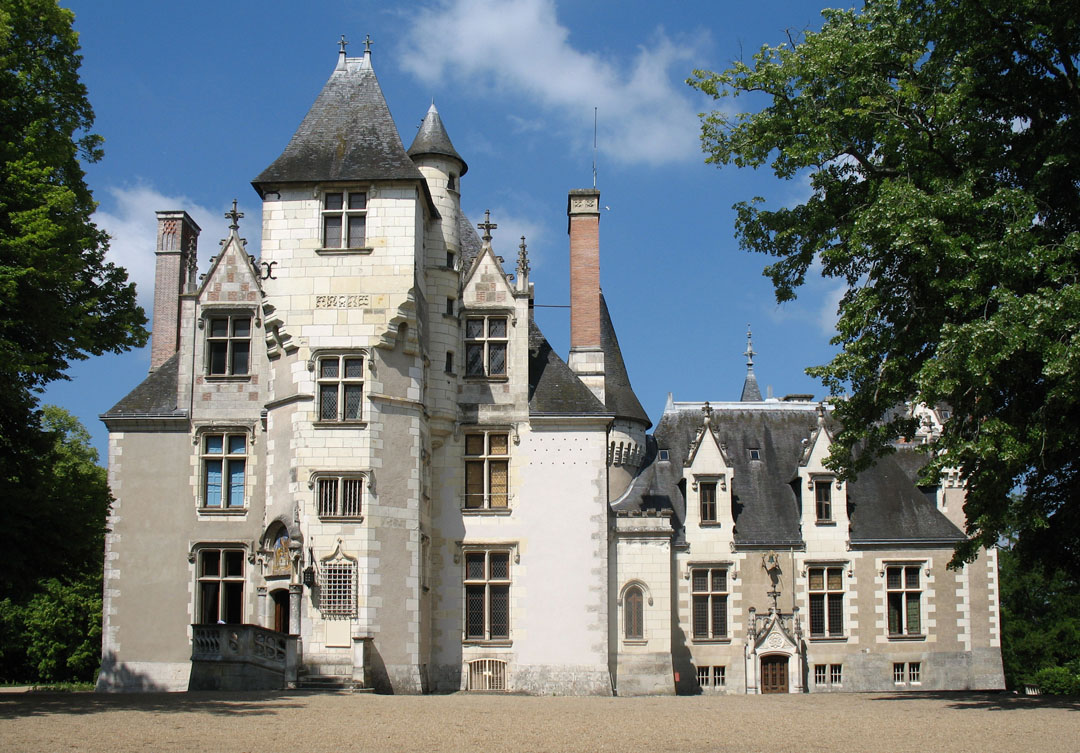
Château de Candé, địa điểm tổ chức đám cưới của Windsors

Công tước xứ Windsor kết hôn với Simpson, lúc này đã đổi lại họ cha là Wallis Warfield, sau khi li hôn trong một buổi lễ diễn ra ngày 3 tháng 6 năm 1937 tại Château de Candé, gần Tours, Pháp. Với việc Giáo hội Anh từ chối phê chuẩn cuộc hôn nhân, một mục sư County Durham, Mục sư Robert Anderson Jardine (Vicar of St Paul's, Darlington), được cử đến chủ trì buổi lễ, và Công tước chấp nhận. Tân vương, George VI, cấm các thành viên vương thất tới dự cho thấy sự bất mãn kéo dài không gì hóa giải được giữa hoàng gia với Công tước và Công nương xứ Windsor. Edward đặc biệt bày tỏ ý muốn rằng hai em trai ông, Vương tử Henry và Vương tử George, và em họ, Louis Mountbatten, Bá tước Mountbatten thứ nhất xứ Burma tới dự buổi lễ.
Việc bà Công nương bị từ chối công nhận là Vương gia Điện hạ gây ra những xung đột lớn hơn, cũng như vấn đề tài chính. Chính phủ khước từ việc ghi tên Công tước và Công nương vào Danh sách Dân sự, và phụ cấp của Edward đã được đích thân Quốc vương George VI chi trả. Công tước càng khiến em trai ông bất bình khi che giấu các khoản thu hiện tại của ông lúc ông chấp nhận trợ cấp từ Quốc vương. Các khoản thu của Edward được tích lũy từ Lãnh địa Công tước Cornwall và Hoàng tử Wales vốn thường được dành cho quốc vương. George VI cũng cho Edward quyền sở hữu Sandringham House và Lâu đài Balmoral, đó là tài sản cá nhân của Edward, được thừa hưởng từ phụ thân, George V, và do đó không tự động chuyển cho George VI khi ông ta lên ngôi. Trong những ngày đầu trị vì của mình, George VI nói chuyện điện thoại với Công tước một cách thường xuyên, lúc đó Công tước liên tục đòi tiền và yêu cầu rằng Công nương được trao danh hiệu Vương gia Điện hạ, cho đến khi Quốc vương cảm thấy điều đó thật phiền phức và không trao đổi với ông qua điện thoại hằng ngày nữa.
Quan hệ giữa Công tước xứ Windsor với các thành viên vương thất khá căng thẳng trong nhiều thập kỉ. Công tước giả định rằng ông sẽ trở về Anh một hoặc hai năm sau. Quốc vương George VI (với sự tán thành của mẹ ông là thái hậu Mary và vợ là vương hậu Elizabeth Bowes-Lyon) đe dọa cắt hết trợ cấp của Edward nếu ông trở về Anh mà không có lời mời. Edward VIII trở nên lạnh nhạt với mẫu thân của ông, Thái hậu Mary, trong bức thư viết cho bà năm 1939: "lá thư cuối cùng của mẫu thân đã phá hủy hoàn toàn những tình thương mến mà con dành cho bà... và mối quan hệ giữa chúng ta muốn trở lại bình thường là điều không thể."

## Đệ Nhị Thế Chiến

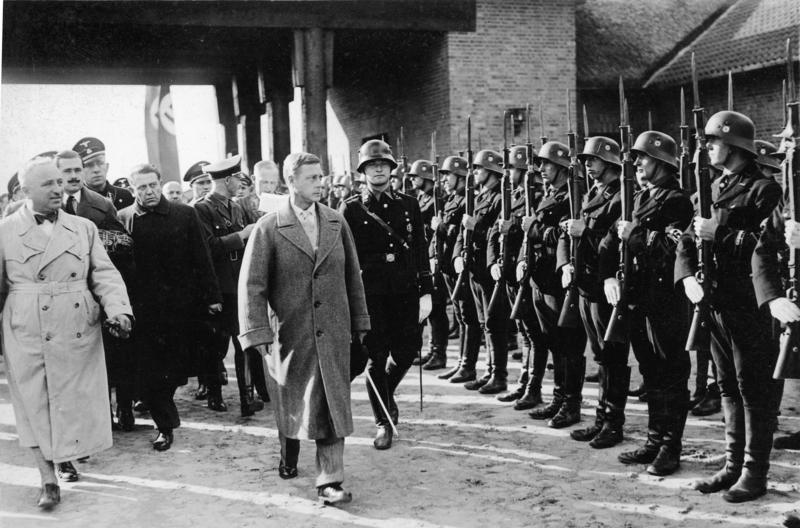
Edward trong một buổi duyệt binh với Robert Ley, 1937.

Tháng 10 năm 1937, Công tước và Công nương đến thăm Đức mặc cho lời khuyên từ chính phủ Anh và hội kiến với Adolf Hitler tại nơi nghỉ ngơi Obersalzberg của ông ta. Chuyến thăm được các phương tiện truyền thông Đức liên tục đưa tin. Trong chuyển thăm đó Công tước đã có hành động chào kiểu Đức Quốc Xã. Cựu Đại sứ Áo, Bá tước Albert von Mensdorff-Pouilly-Dietrichstein, là em họ và bạn thân của Quốc vương George V, tin rằng Edward ủng hộ phát xít Đức như một đồng minh giúp chống lại chủ nghĩa cộng sản, và thậm chí còn muốn lập liên minh với người Đức. Theo như Công tước xứ Windsor, kinh nghiệm từ "những cảnh kinh dị bất tận" dưới thời Đệ Nhất Thế Chiến khiến ông ủng hộ việc hòa hoãn. Hitler cho rằng Edward là một người bạn tốt của Đức Quốc Xã và nghĩ rằng quan hệ Anh - Đức sẽ cải thiện hơn nhiều nếu như Edward không thoái vị. Albert Speer trích dẫn phát ngôn của Hitler: "Tôi chắc chắn rằng thông qua ông hai nước có thể lập một mối quan hệ hữu nghị lâu dài. Nếu ông ở lại ngai vàng, mọi thứ sẽ khác. Việc thoái vị của ông là một mất mát lớn cho chúng ta."
Công tước và Công nương định cư ở Pháp. Tháng 5 năm 1939, Công tước được NBC ghi hình trên một chương trình phát thanh (lần đầu tiên sau khi thoái vị) lúc ông đến thăm chiến trường Verdun. Khi đó ông kêu gọi về nền hòa bình, nói "tôi ý thức sâu sắc được rằng sẽ có rất nhiều người phải chết, và tôi tin rằng người ta sẽ phải lên tiếng hưởng ứng những gì tôi nói. Tôi chỉ nói đơn giản là một người lính trong Thế Chiến vừa qua sẽ luôn tha thiết cầu nguyện rằng những chuyện điên rồ và độc ác ấy sẽ không lặp lại lần nào nữa. Không có một người nào ở bất kì quốc gia nào muốn chiến tranh cả." Những lời này được ghi âm và phát đi trên toàn thế giới, hàng triệu người Mỹ đã nghe nó. Hành động này bị coi là ủng hộ việc nhân nhượng hòa hoãn, nên BBC từ chối phát sóng. Nó được phát sóng ngoài nước Mỹ qua các radio sóng ngắn và được tường thuật đầy đủ trên các mặt báo ở Anh.
Đệ Nhị Thế Chiến nổ ra tháng 9 năm 1939, họ được Louis Mountbatten, Bá tước Mountbatten thứ nhất xứ Burma đưa trở về Anh trên con tàu HMS Kelly, và Công tước, mặc dù là một Nguyên soái danh dự, được bổ nhiệm làm thiếu tướng trong phái đoàn quân Anh ở Pháp. Tháng 2 năm 1940, Đại sứ Đức ở The Hague, Bá tước Julius von Zech-Burkersroda, tuyên bố rằng Công tước đã làm rò rỉ kế hoạch chiến tranh của đồng minh cho Bộ quốc phòng Bỉ, việc này bị Công tước phủ nhận. Khi Đức tấn công miền bắc Pháp vào tháng 5 năm 1940, nhà Windsors chạy về phía nam, ban đầu tới Biarritz, và đến tháng 6 chạy qua Tây Ban Nha. Tháng 7, hai vợ chồng chuyển đến Lisboa, đầu tiên họ ngụ ở nhà của Ricardo de Espírito Santo, một nhân viên ngân hàng người Bồ Đào Nha có liên hệ với cả Anh và Đức. Dưới bí danh Operation Willi, một tay sai của phe phát xít, Walter Schellenberg, thất bại trong âm mưu thuyết phục Công tước rời Bồ Đào Nha và trở lại Tây Ban Nha, thậm chí bắt cóc ông nếu thấy cần thiết. Thomas Inskip, Tử tước Caldecote thứ nhất viết thư cảnh báo tới Winston Churchill: "Công tước nổi tiếng là ủng hộ Quốc xã và ông ta có thể trở thành trung tâm của những âm mưu." Churchill đe dọa sẽ đưa Công tước ra tòa nếu ông không trở lại đảo Anh.
Tháng 7 năm 1940, Edward được bổ nhiệm làm Toàn quyền Bahamas. Công tước và Công nương rời Lisbon ngày 1 tháng 8 trên con tàu hơi nước của Mỹ Excalibur, lộ trình chính của nó là đến thành phố New York nên hai vợ chồng bị bỏ lại Bermuda vào ngày 9 tháng 8. Họ rời Bermuda đến Nassau trên tàu hơi nước của Canada Lady Somers ngày 15 tháng 8, đến nơi sau hai ngày. Công tước không thích làm toàn quyền và gọi hòn đảo này là "thuộc địa hạng ba của Anh". Văn phòng Ngoại giao Anh kịch liệt phản đối khi Công tước và Công nương có kế hoạch du lịch trên chiếc thuyền của thương nhân Thụy Điển, Axel Wenner-Gren, người mà tình báo Anh và Mỹ tin rằng ông ta là bạn thân của tướng chỉ huy Không quân Đức Hermann Göring. Công tước được ca ngợi về những thành tựu chống đói nghèo của ông trên hòn đảo, mặc dù ông khinh bỉ hầu hết người dân Bahamas, vì họ không phải người da trắng. Ông nói về Étienne Dupuch, biên tập viên Nassau Daily Tribune: "Phải nhớ rằng Dupuch có hơn một nửa dòng máu thuộc về tộc Negro, và do tâm lý của chúng tộc này, chúng dường như không thể lên địa vị cao sang, như thế sẽ làm chúng mất cân bằng. Ông thậm chí được Dupuch ca ngợi, khi ông giải quyết thành công những vấn đề dân sự và tình trạng lương thấp ở Nassau năm 1942, mặc dù ông đổ lỗi cho những rắc rối trên là do "những kẻ tai hại - cộng sản" và "người gốc Do Thái ở trung tâm châu Âu, họ đã bảo đảm việc làm như cái cớ để trì hoãn dự thảo ". Ông phủ nhận phát ngôn trên vào ngày 16 tháng 3 năm 1945.
Nhiều sử gia dự đoán rằng Hitler sẵn sàng phục ngôi cho Edward với hi vọng thành lập một nước Anh phát xít. Nhiều người tin rằng Công tước và Công nương có cảm tình với chủ nghĩa phát xít trước và trong Chiến tranh Thế giới thứ hai, nên họ bị đưa tới Bahamas để tránh có những hành động theo cảm xúc gây phiền toái cho chính phủ Anh. Năm 1940 ông nói: "Trong 10 năm qua nước Đức đã hoàn toàn thay đổi trật tự xã hội... Các nước không sẵn lòng chấp nhận như chủ nghĩa cộng sản và sự hy sinh thì đồng thời cần chỉ đạo chính sách của họ cho phù hợp". Trong thời gian Đức chiếm đóng Pháp, Công tước yêu cầu quân Đức đặt lính canh tại các căn hộ của ông ở Paris và Riviera; họ đã làm theo. Tháng 12 năm 1940, Công tước dự buổi phỏng vấn do Fulton Oursler của tạp chí Liberty tổ chức tại Phủ toàn quyền ở Nassau. Buổi phỏng vấn được lên báo ngày 22 tháng 3 năm 1941 trong dịp đó Công tước được cho là đã nói "Hitler là nhà lãnh đạo đầy quyền uy và đúng đắn của người dân Đức" và ông đã thuyết phục Tổng thống Franklin Roosevelt làm trung gian dàn xếp lập lại hòa bình. Oursler chuyển tải nội dung về cuộc phỏng vấn cho Tổng thống trong cuộc họp ở Nhà Trắng ngày 23 tháng 12 năm 1940. Công tước phản đối và nói rằng những lời của ông đã bị trích dẫn sai và hiểu sai.
Phe Đồng minh bị quấy rầy bởi những âm mưu của người Đức quanh vợ chồng Công tước Windsors và Tổng thống Roosevelt ra lệnh bí mật giám sát Công tước và Công nương khi họ đến thăm Palm Beach, Florida, tháng 4 năm 1941. Công tước Carl Alexander xứ Württemberg (về sau là một linh mục trong tu viện ở Mỹ) nói với Cục điều tra liên bang rằng bà Công nương đã từng ngủ với đại sứ Đức ở Luân Đôn, Joachim von Ribbentrop, năm 1936, và vẫn còn qua lại với ông ta, và tiếp tục làm rò rỉ các bí mật.
Tác gia Charles Higham tuyên bố rằng Anthony Blunt, người của MI5, theo lệnh của Vương thất Anh, bí mật đến Schloss Friedrichshof ở Đức vào những năm cuối của cuộc chiến để thu thập những thư từ qua lại giữa Công tước Windsor với Adolf Hitler cùng các lãnh đạo khác của phe phát xít. Điều chắc chắn là George VI đã gửi cán bộ vương thất, Owen Morshead, hộ tống theo Blunt, người làm việc bán thời gian ở Thư viện Vương thất cũng như cục tình báo Anh, đến Friedrichshof vào tháng 3 năm 1945 để thu thập những giấy tờ liên quan đến Hoàng hậu Victoria của Đức, con gái lớn của Victoria của Anh và là mẫu thân của Đức hoàng Wilhelm II. Những kẻ cướp đã ăn trộm một phần những tài liệu lưu trữ của toà lâu đài, bao gồm thư từ qua lại giữa hai mẹ con Victoria, cũng như những thứ giá trị khác, một vài thứ trong số đó được phát hiện ở Chicago sau chiến tranh. Những công văn được Morshead và Blunt thu thập được, được nhà chức trách Mỹ ở Chicago trả lại, và lưu trữ trong Cục lưu trữ hoàng gia Anh.
Sau chiến tranh, Công tước thừa nhận trong hồi ký của mình rằng ông ngưỡng mộ người Đức, nhưng không ủng hộ phe phát xít. Những năm 1950, nhà báo Frank Giles nghe tin Công tước đổ lỗi cho Ngoại trưởng Anh Anthony Eden đã "thúc đẩy chiến tranh thông qua việc ông ta đối xử với Mussolini... những thứ [Eden] làm, đã đem chiến tranh đến... và tất nhiên [còn bởi] Roosevelt và người Do Thái".

## Cuối đời

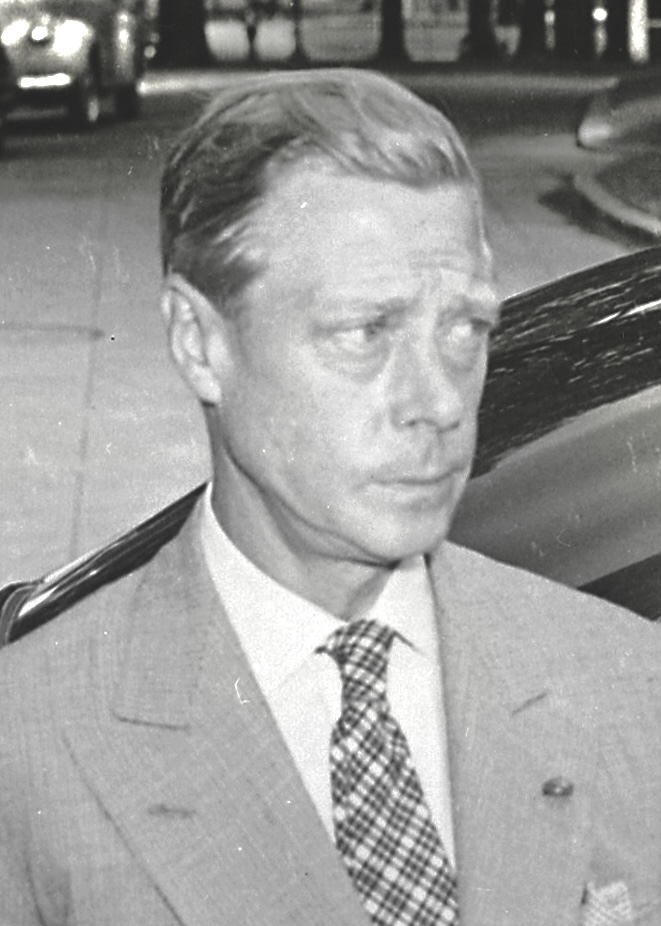
Công tước năm 1945.

Chiến tranh kết thúc, hai vợ chồng trở lại Pháp và nghỉ hưu trong quãng đời còn lại và từ đó đến chết ông không còn giữ chức vụ gì nữa. Trợ cấp cho Công tước được tăng lên theo đề nghị của chính phủ và các mối làm ăn bất hợp pháp. Thành phố Paris cấp cho Công tước một ngôi nhà ở 4 Route du Champ d'Entraînement, Neuilly-sur-Seine thuộc rừng Boulogne, với danh nghĩa cho thuê. Chính phủ Pháp miễn cho ông khỏi nộp thuế thu nhập, và hai người có thể mua đồ miễn thuế thông qua đại sứ Anh và các đại biểu quân sự. Năm 1951, Công tước xuất bản cuối hồi ký, A King's Story, trong đó ông bày tỏ sự bất đồng của ông với nền chính trị tự do. Tiền bản quyền từ cuốn sách bổ sung đáng kể cho thu nhập của ông. Chín năm sau, ông xuất bản, A Family Album, chủ yếu viết về thời trang và thói quen của vương thất, từ thời Victoria của Anh cho tới thời tổ phụ và phụ thân ông, đồng thời còn nói về thị hiếu của riêng ông.
Công tước và Công nương ngày càng trở nên nổi tiếng và trở thành một phần trong những chuyện phiếm chốn công cộng những năm 1950 và 1960. Họ đi lại thường xuyên giữa Paris và New York; Gore Vidal, người từng tiếp kiến vợ chồng Windsors trong vài dịp công cộng, tường thuật về sự rỗng tuếch trong cuộc đàm thoại với Công tước. Hai người thường đánh những con chó mà họ nuôi.
Tháng 6 năm 1953, thay vì đến tham dự Lễ đăng quang của Nữ vương Elizabeth II ở Luân Đôn, Công tước và Công nương theo dõi buổi lễ qua truyền hình ở Paris. Công tước nói rằng không có tiền lệ Quốc vương cũ tới dự lễ đăng quang của Quốc vương mới. Công tước được trả tiền hoa hồng cho những bài viết của ông trong Sunday Express và Woman's Home Companion, cũng như một quyển sách ngắn, The Crown and the People, 1902–1953.

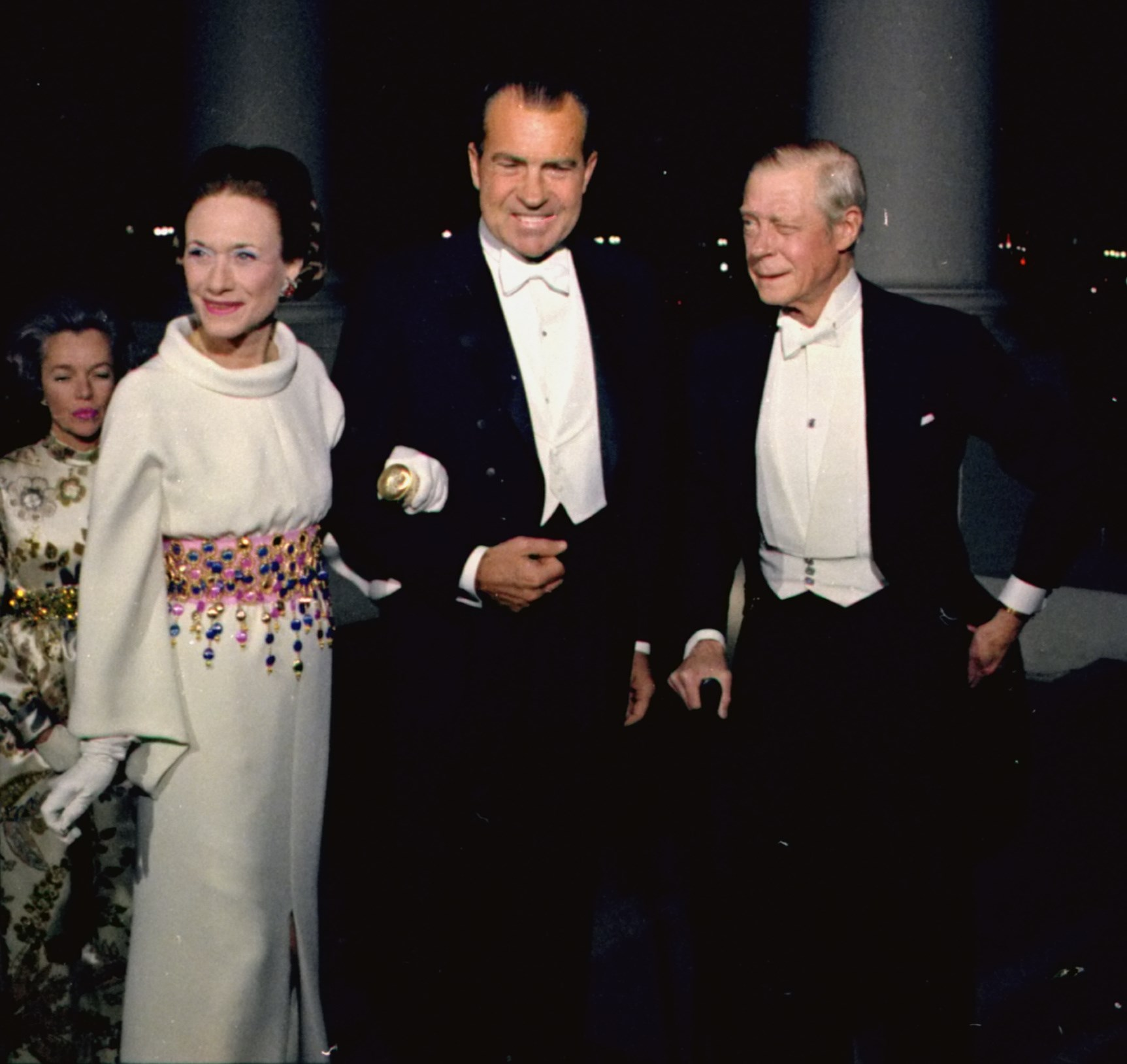
Tổng thống Mỹ Richard Nixon cùng với vợ chồng Công tước xứ Windsor năm 1970.

Năm 1955, họ đến thăm Tổng thống Dwight D. Eisenhower tại Nhà Trắng. Cặp đôi xuất hiện trong chương trình phỏng vấn Person to Person của đài Edward R.Murrow năm 1956, và chương trình phỏng vấn 50 phút của BBC năm 1970. Năm đó, họ được mời làm khách mời danh dự trong một buổi tiệc tại Nhà Trắng của Tổng thống Richard Nixon.
Vương thất không bao giờ chấp nhận bà Công nương. Vương thái hậu Mary từ chối công nhận bà ta là hợp pháp. Tuy nhiên, Công tước cũng vài lần gặp mẫu thân và vương đệ George VI, và tham dự tang lễ của George VI năm 1952. Thái hậu Mary vẫn còn giận Edward và bất bình về cuộc hôn nhân của ông với Wallis: "Từ bỏ tất cả chỉ vì điều đó", bà nói. Năm 1965, Công tước và Công tước phu nhân trở lại Luân Đôn. Họ đến thăm Nữ vương Elizabeth II, Vương tôn nữ Marina, Bà Công tước xứ Kent, và Mary, Vương nữ Vương thất. Một tuần sau, Công chúa Vương thất qua đời, và họ đến tham gia tang lễ. Năm 1967, họ cùng với vương thất dự lễ kỉ niệm sinh nhật 100 tuổi của Thái Vương Thái Hậu Mary (dù bà đã băng hà 14 năm trước). Buổi lễ cuối cùng mà hai người tham dự là tang lễ của Công nữ Marina năm 1968. Ông từ chối lời mời của Elizabeth II khi không tham dự Lễ nhậm chức Thân vương xứ Wales năm 1969, trả lời rằng Vương thái tử Charles sẽ không thích người "thời ông bác" ở đó.
Trong những năm 1960, sức khỏe của Công tước ngày một xấu đi. Tháng 12 năm 1964, ông phải phẫu thuật vì chứng phình động mạch ở động mạch chủ bụng tại Houston bởi Michael E. DeBakey, và tháng 2 năm 1965 lại được phẫu thuật điều trị chứng tách võng mạc bởi Sir Stewart Duke-Elder. Cuối năm 1971, Công tước, là vốn từng hút thuốc khi còn rất nhỏ, bị chẩn đoán mắc bệnh ung thư cổ họng và phải đi điều trị coban. Nữ vương Elizabeth II đến thăm nhà Windsor năm 1972 nhân dịp chuyến thăm chính thức của bà tới Pháp; tuy nhiên, chỉ có bà Công nương xuất hiện trong buổi tiệc với vương thất cùng một buổi chụp ảnh.

### Qua đời và di sản

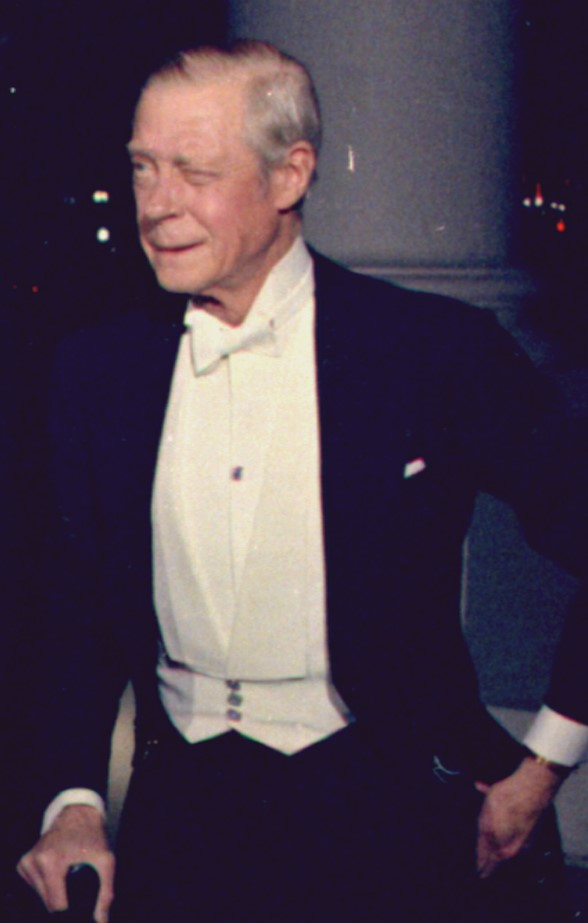
Công tước Windsor năm 1970

Ngày 28 tháng 5 năm 1972, Công tước Windsor qua đời tại tư gia ở Paris, không đầy một tháng trước sinh nhật lần thứ 78 của ông. Di thể của ông được đưa trở về Anh, quàn tại Nhà nguyện St George, Lâu đài Windsor. Lễ tang được tổ chức ở nhà thờ ngày 5 tháng 6 trước sự chứng kiến của Nữ vương, gia đình vương thất và Công nương xứ Windsor ở lại Cung điện Buckingham trong tang lễ. Ông được an táng ở Royal Burial Ground sau vương lăng của Victoria của Anh và Vương tế Albrecht tại Frogmore. Theo thỏa thuận năm 1965 giữa Nữ vương Elizabeth II, Công tước và Công nương đã lên kế hoạch cho buổi lễ mai táng dành cho họ sau này trong nghĩa trang Green Mount Cemetery ở Baltimore, cũng là nơi phụ thân của Công nương được mai táng. Bà Công nương ngày càng trở nên yếu đuối, đau khổ, và mắc chứng mất trí nhớ ngày càng trầm trọng, rồi qua đời 14 năm sau, được an táng bên cạnh chồng.
Theo cái nhìn của những sử gia như Philip Williamson, theo nhận thức đương đại thì việc thoái vị là vì những lý do chính trị hơn là sai lầm về tôn giáo, và hiện nay tái hôn sau khi li hôn ngày càng trở nên phổ biến và được xã hội chấp nhận. Theo quan điểm hiện nay, những hạn chế về tôn giáo ngăn cản Edward tiếp tục làm Quốc vương sau khi cưới Simpson "dường như là sai lầm, không phải là lý do chính đáng" để buộc ông phải thoái vị.

## Danh hiệu, huy hiệu

Cờ hiệu vương thất của Công tước xứ Windsor

### Danh hiệu
- 23 tháng 6 năm 1894 – 28 tháng 5 năm 1898: His Highness Vương tằng tôn Edward xứ York Điện hạ
- 28 tháng 5 năm 1898 – 22 tháng 1 năm 1901: His Royal Highness Vương tằng tôn Edward xứ York Điện hạ[127]
- 22 tháng 1 – 9 tháng 11 năm 1901: Vương tôn Edward xứ Cornwall và York Điện hạ[N 4]
- 9 tháng 11 năm 1901 – 6 tháng 5 năm 1910: Vương tôn Edward xứ Wales Điện hạ
- 6 tháng 5 – 23 tháng 10 năm 1910: Công tước xứ Cornwall Điện hạ
- 23 tháng 6 năm 1910 – 20 tháng 1 năm 1936: Thân vương xứ Wales Điện hạ
  - ở Scotland: Vương tử Edward, Công tước xứ Rothesay Điện hạ
- 20 tháng 1 – 11 tháng 12 năm 1936: Quốc vương Bệ hạ
  - thỉnh thoảng, khi đề cập tới Ấn Độ: Hoàng đế Bệ hạ
- 11 tháng 12 năm 1936 – 8 tháng 3 năm 1937: Vương tử Edward Điện hạ
- 8 tháng 3 năm 1937 – 28 tháng 5 năm 1972: Công tước xứ Windsor Điện hạ

Vương hiệu đầy đủ của ông là "Edward VIII, bởi Đặc ân của Chúa, của Đại Anh, Ái Nhĩ Lan, và của các khắp thuộc địa Anh, Vua, Người Bảo vệ Đức tin, Hoàng đế của Ấn Độ".

### Huân chương

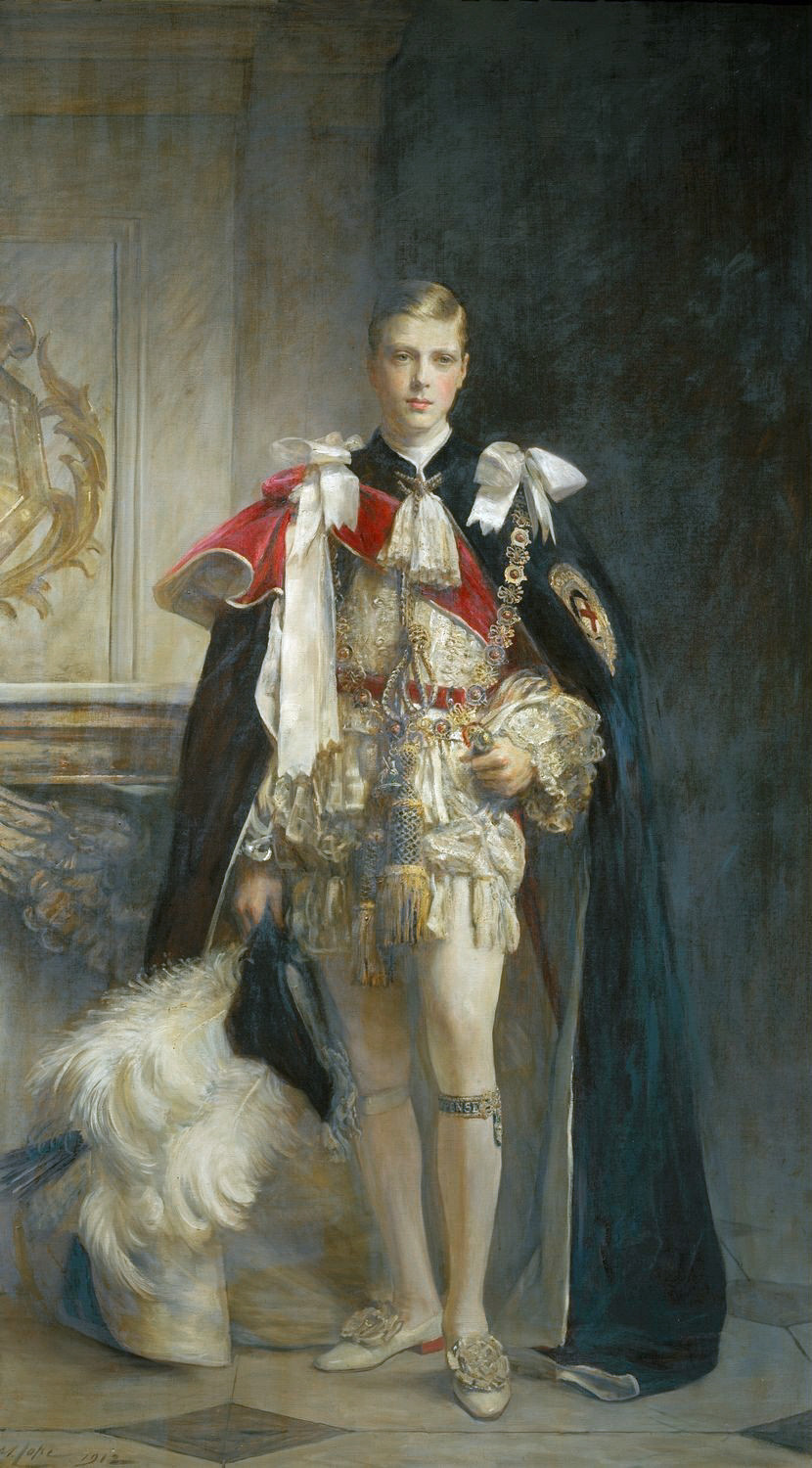
Edward trong bộ trang phục Cấp tước Garter, 1912

Huân chương của Thịnh vương chung Anh và đế quốc
- KG: Knight of the Garter, 1910
- ISO: Companion of the Imperial Service Order, 1910
- MC: Military Cross, 1916
- GCMG: Grand Master and Knight Grand Cross of St Michael and St George, 1917
- GBE: Grand Master and Knight Grand Cross of the British Empire, 1917
- KStJ: Knight of Justice of St John, 1917
- GCVO: Knight Grand Cross of the Royal Victorian Order, 1920
- PC: Privy Counsellor, (United Kingdom) 1920
- GCSI: Knight Grand Commander of the Star of India, 1921
- GCIE: Knight Grand Commander of the Indian Empire, 1921
- RVC: Royal Victorian Chain, 1921
- KT: Knight of the Thistle, 1922
- KP: Knight of St Patrick, 1927
- PC: Privy Counsellor (Canada), 1927[128]
- GCB: Knight Grand Cross of the Bath, 1936
- FRS: Royal Fellow of the Royal Society

Cho đến khi lên ngôi, Edward trở thành vị quân vương sở hữu nhiều huân chương của Khối thịnh vương chung và đế quốc, bao gồm cả những huân chương mà ông nhận trước khi lên ngôi. Sau khi ông thoái vị, Quốc vương George VI - em trai ông, khôi phục những huân chương trước khi lên ngôi của ông.
Huân chương ở hải ngoại
- Grand Cross of the Legion of Honour, 1912[129]
- Knight of the Golden Fleece, 1912[129]
- Knight of the Order of the Elephant, 1914[129]
- Grand Cross of the Royal Norwegian Order of St Olav, 1914[129]
- Knight of the Order of the Most Holy Annunciation, 1915[129]
- Croix de Guerre, 1915
- Order of St George, 1916[129]
- Order of Michael the Brave, 1918[129]
- War Merit Cross, 1919
- Grand Cordon of Mohamed Ali, 1922[129]
- Knight of the Order of the Seraphim, 1923[129]
- Collar of the Order of Carol I, 1924[129]
- Order of Merit, First Class, 1925[129]
- Grand Cross of the Order of the Condor of the Andes, 1931[129]
- Grand Cross of the Order of the Sun, 1931[129]
- Grand Cross of the United Orders of Christ and Aviz, 1931[129]
- Grand Cross of the Order of the Southern Cross, 1933[129]
- Grand Cross of the Order of Saint Agatha, 1935[129]

#### Quân sự
- Mid., 22 tháng 6 năm 1911: Chuẩn úy hải quân, Hải quân hoàng gia[130]
- Trung úy, 17 tháng 3 năm 1913: Trung úy, Hải quân hoàng gia[130]
- Trung úy, 18 tháng 11 năm 1914: Trung úy, Tiểu đoàn thứ nhất, Vệ binh, Quân đội Anh. (First World War, Flanders and Italy)[130]
- Đại úy., 10 tháng 3 năm 1916: Thuyền trưởng, Quân đội Anh[130]
- Thiếu tá, 1918: Temporary Thiếu tá, Quân đội Anh[130]
- Đại tá., 15 tháng 4 năm 1919: Đại tá, Quân đội Anh[130]
- Đại úy., 8 tháng 7 năm 1919: Tổ trưởng, Hải quân hoàng gia[130]
- Chuẩn úy., 5 tháng 12 năm 1922: Tổ trưởng, Không quân hoàng gia[130][131]
- Air Mshl, 1 tháng 9 năm 1930: Tướng Không quân, Không quân hoàng gia[132]
- 1 tháng 1 năm 1935: Đô đốc, Hải quân hoàng gia; Tướng, Quân đội Anh; Đô đốc, Không quân hoàng gia[133]
- 21 tháng 1 năm 1936: Đô đốc hạm đội, Hải quân hoàng gia; Nguyên soái, Quân đội Anh; Nguyên soái Không quân hoàng gia[130]
- Thiếu tướng., 3 tháng 9 năm 1939: Thiếu tướng, Quân đội Anh[134]

#### Học vị
- Hon LLD: Edinburgh, Toronto, Alberta and Queen's University Kingston (Ontario) 1919, Melbourne 1920, Cambridge and Calcutta 1921, St Andrews and Hong Kong 1922, Witwatersrand 1925
- Hon DCL: Oxford 1921
- DSc and Hon MCom: Luân Đôn 1921
- DLitt: Benares 1921

### Huy hiệu
| Huy hiệu của Edward, Thân vương xứ Wales, (1911–1936) | Huy hiệu Edward VIII của Liên hiệp Anh và Ireland (1936) | Huy hiệu Edward VIII dùng ở Scotland (1936) | Huy hiệu của Edward, Công tước xứ Windsor (1937–1972) |

## Tổ tiên
| \| \| \| \| \| \| \| \| \| \| \| \| \| \| \| \| \| \| \| \| 16. Ernst I xứ Sachsen-Coburg and Gotha \| \| \| \| \| \| \| \| \| \| \| \| \| \| \| \| \| \| \| \| \| \| \| \| \| \| \| \| \| \| \| \| \| \| \| \| \| \| \| \| \| \| \| \| \| \| \| \| \| \| \| \| \| \| 8. Albrecht xứ Sachsen-Coburg và Gotha \| \| \| \| \| \| \| \| \| \| \| \| \| \| \| \| \| \| \| \| \| \| \| \| \| \| \| \| \| \| \| \| \| \| \| \| \| \| \| \| \| \| \| \| \| \| \| \| \| \| \| \| \| \| 17. Luise Pauline xứ Sachsem-Gotha-Altenburg \| \| \| \| \| \| \| \| \| \| \| \| \| \| \| \| \| \| \| \| \| \| \| \| \| \| \| \| \| \| \| \| \| \| \| \| \| \| \| \| \| \| \| \| \| \| \| \| \| \| \| \| \| \| 4. Edward VII của Liên hiệp Anh \| \| \| \| \| \| \| \| \| \| \| \| \| \| \| \| \| \| \| \| \| \| \| \| \| \| \| \| \| \| \| \| \| \| \| \| \| \| \| \| \| \| \| \| \| \| \| \| \| \| \| \| \| \| 18. Edward của Liên hiệp Anh \| \| \| \| \| \| \| \| \| \| \| \| \| \| \| \| \| \| \| \| \| \| \| \| \| \| \| \| \| \| \| \| \| \| \| \| \| \| \| \| \| \| \| \| \| \| \| \| \| \| \| \| \| \| 9. Victoria I của Liên hiệp Anh \| \| \| \| \| \| \| \| \| \| \| \| \| \| \| \| \| \| \| \| \| \| \| \| \| \| \| \| \| \| \| \| \| \| \| \| \| \| \| \| \| \| \| \| \| \| \| \| \| \| \| \| \| \| 19. Victorie xứ Sachsen-Coburg-Saalfeld \| \| \| \| \| \| \| \| \| \| \| \| \| \| \| \| \| \| \| \| \| \| \| \| \| \| \| \| \| \| \| \| \| \| \| \| \| \| \| \| \| \| \| \| \| \| \| \| \| \| \| \| \| \| 2. George V của Liên hiệp Anh \| \| \| \| \| \| \| \| \| \| \| \| \| \| \| \| \| \| \| \| \| \| \| \| \| \| \| \| \| \| \| \| \| \| \| \| \| \| \| \| \| \| \| \| \| \| \| \| \| \| \| \| \| \| 20. Frederick William, Quận công Schleswig-Holstein-Sonderburg-Glücksburg \| \| \| \| \| \| \| \| \| \| \| \| \| \| \| \| \| \| \| \| \| \| \| \| \| \| \| \| \| \| \| \| \| \| \| \| \| \| \| \| \| \| \| \| \| \| \| \| \| \| \| \| \| \| 10. Christian IX của Đan Mạch \| \| \| \| \| \| \| \| \| \| \| \| \| \| \| \| \| \| \| \| \| \| \| \| \| \| \| \| \| \| \| \| \| \| \| \| \| \| \| \| \| \| \| \| \| \| \| \| \| \| \| \| \| \| 21. Công nương Louise Caroline xứ Hesse-Kassel \| \| \| \| \| \| \| \| \| \| \| \| \| \| \| \| \| \| \| \| \| \| \| \| \| \| \| \| \| \| \| \| \| \| \| \| \| \| \| \| \| \| \| \| \| \| \| \| \| \| \| \| \| \| 5. Alexandra của Đan Mạch \| \| \| \| \| \| \| \| \| \| \| \| \| \| \| \| \| \| \| \| \| \| \| \| \| \| \| \| \| \| \| \| \| \| \| \| \| \| \| \| \| \| \| \| \| \| \| \| \| \| \| \| \| \| 22. Hoàng thân William xứ Hesse-Kassel \| \| \| \| \| \| \| \| \| \| \| \| \| \| \| \| \| \| \| \| \| \| \| \| \| \| \| \| \| \| \| \| \| \| \| \| \| \| \| \| \| \| \| \| \| \| \| \| \| \| \| \| \| \| 11. Louise xứ Hessne-Kassel \| \| \| \| \| \| \| \| \| \| \| \| \| \| \| \| \| \| \| \| \| \| \| \| \| \| \| \| \| \| \| \| \| \| \| \| \| \| \| \| \| \| \| \| \| \| \| \| \| \| \| \| \| \| 23. Công chúa Louise Charlotte của Đan Mạch \| \| \| \| \| \| \| \| \| \| \| \| \| \| \| \| \| \| \| \| \| \| \| \| \| \| \| \| \| \| \| \| \| \| \| \| \| \| \| \| \| \| \| \| \| \| \| \| \| \| \| \| \| \| 1. Edward VIII của Liên hiệp Anh \| \| \| \| \| \| \| \| \| \| \| \| \| \| \| \| \| \| \| \| \| \| \| \| \| \| \| \| \| \| \| \| \| \| \| \| \| \| \| \| \| \| \| \| \| \| \| \| \| \| \| \| \| \| 24. Quận công Louis xứ Württemberg \| \| \| \| \| \| \| \| \| \| \| \| \| \| \| \| \| \| \| \| \| \| \| \| \| \| \| \| \| \| \| \| \| \| \| \| \| \| \| \| \| \| \| \| \| \| \| \| \| \| \| \| \| \| 12. Alexander xứ Württemberg \| \| \| \| \| \| \| \| \| \| \| \| \| \| \| \| \| \| \| \| \| \| \| \| \| \| \| \| \| \| \| \| \| \| \| \| \| \| \| \| \| \| \| \| \| \| \| \| \| \| \| \| \| \| 25. Công nương Henriette xứ Nassau-Weilburg \| \| \| \| \| \| \| \| \| \| \| \| \| \| \| \| \| \| \| \| \| \| \| \| \| \| \| \| \| \| \| \| \| \| \| \| \| \| \| \| \| \| \| \| \| \| \| \| \| \| \| \| \| \| 6. Franz, Công tước xứ Teck \| \| \| \| \| \| \| \| \| \| \| \| \| \| \| \| \| \| \| \| \| \| \| \| \| \| \| \| \| \| \| \| \| \| \| \| \| \| \| \| \| \| \| \| \| \| \| \| \| \| \| \| \| \| 26. Bá tước László Rhédey von Kis-Rhéde \| \| \| \| \| \| \| \| \| \| \| \| \| \| \| \| \| \| \| \| \| \| \| \| \| \| \| \| \| \| \| \| \| \| \| \| \| \| \| \| \| \| \| \| \| \| \| \| \| \| \| \| \| \| 13. Claudine Rhédey von Kis-Rhéde \| \| \| \| \| \| \| \| \| \| \| \| \| \| \| \| \| \| \| \| \| \| \| \| \| \| \| \| \| \| \| \| \| \| \| \| \| \| \| \| \| \| \| \| \| \| \| \| \| \| \| \| \| \| 27. Nữ Nam tước Ágnes Inczédy von Nagy-Várad \| \| \| \| \| \| \| \| \| \| \| \| \| \| \| \| \| \| \| \| \| \| \| \| \| \| \| \| \| \| \| \| \| \| \| \| \| \| \| \| \| \| \| \| \| \| \| \| \| \| \| \| \| \| 3. Mary xứ Teck \| \| \| \| \| \| \| \| \| \| \| \| \| \| \| \| \| \| \| \| \| \| \| \| \| \| \| \| \| \| \| \| \| \| \| \| \| \| \| \| \| \| \| \| \| \| \| \| \| \| \| \| \| \| 28. George III của Liên hiệp Anh và Ireland \| \| \| \| \| \| \| \| \| \| \| \| \| \| \| \| \| \| \| \| \| \| \| \| \| \| \| \| \| \| \| \| \| \| \| \| \| \| \| \| \| \| \| \| \| \| \| \| \| \| \| \| \| \| 14. Hoàng tử Adolphus, Công tước xứ Cambridge \| \| \| \| \| \| \| \| \| \| \| \| \| \| \| \| \| \| \| \| \| \| \| \| \| \| \| \| \| \| \| \| \| \| \| \| \| \| \| \| \| \| \| \| \| \| \| \| \| \| \| \| \| \| 29. Charlotte xứ Mecklenburg-Strelitz \| \| \| \| \| \| \| \| \| \| \| \| \| \| \| \| \| \| \| \| \| \| \| \| \| \| \| \| \| \| \| \| \| \| \| \| \| \| \| \| \| \| \| \| \| \| \| \| \| \| \| \| \| \| 7. Mary Adelaide xứ Cambridge \| \| \| \| \| \| \| \| \| \| \| \| \| \| \| \| \| \| \| \| \| \| \| \| \| \| \| \| \| \| \| \| \| \| \| \| \| \| \| \| \| \| \| \| \| \| \| \| \| \| \| \| \| \| 30. Hoàng thân Frederick xứ Hesse-Kassel \| \| \| \| \| \| \| \| \| \| \| \| \| \| \| \| \| \| \| \| \| \| \| \| \| \| \| \| \| \| \| \| \| \| \| \| \| \| \| \| \| \| \| \| \| \| \| \| \| \| \| \| \| \| 15. Auguste xứ Hessen-Kassel \| \| \| \| \| \| \| \| \| \| \| \| \| \| \| \| \| \| \| \| \| \| \| \| \| \| \| \| \| \| \| \| \| \| \| \| \| \| \| \| \| \| \| \| \| \| \| \| \| \| \| \| \| \| 31. Công nương Caroline xứ Nassau-Usingen \| \| \| \| \| \| \| \| \| \| \| \| \| \| \| \| \| \| \| \| \| \| \| \| \| \| \| \| \| \| \| \| \| \| \| \| \| \| \| \| \| \| \| \| \| \| \| \| \| \| \| \| |                                                                           |  |  |  |  |  |  |  |  |  |  |  |  |  |  |  |
| |                                                                           |  |  |  |  |  |  |  |  |  |  |  |  |  |  |  |
| | 16. Ernst I xứ Sachsen-Coburg and Gotha                                   |  |  |  |  |  |  |  |  |  |  |  |  |  |  |  |
| |                                                                           |  |  |  |  |  |  |  |  |  |  |  |  |  |  |  |
| |                                                                           |  |  |  |  |  |  |  |  |  |  |  |  |  |  |  |
| | 8. Albrecht xứ Sachsen-Coburg và Gotha                                    |  |  |  |  |  |  |  |  |  |  |  |  |  |  |  |
| |                                                                           |  |  |  |  |  |  |  |  |  |  |  |  |  |  |  |
| |                                                                           |  |  |  |  |  |  |  |  |  |  |  |  |  |  |  |
| | 17. Luise Pauline xứ Sachsem-Gotha-Altenburg                              |  |  |  |  |  |  |  |  |  |  |  |  |  |  |  |
| |                                                                           |  |  |  |  |  |  |  |  |  |  |  |  |  |  |  |
| |                                                                           |  |  |  |  |  |  |  |  |  |  |  |  |  |  |  |
| | 4. Edward VII của Liên hiệp Anh                                           |  |  |  |  |  |  |  |  |  |  |  |  |  |  |  |
| |                                                                           |  |  |  |  |  |  |  |  |  |  |  |  |  |  |  |
| |                                                                           |  |  |  |  |  |  |  |  |  |  |  |  |  |  |  |
| | 18. Edward của Liên hiệp Anh                                              |  |  |  |  |  |  |  |  |  |  |  |  |  |  |  |
| |                                                                           |  |  |  |  |  |  |  |  |  |  |  |  |  |  |  |
| |                                                                           |  |  |  |  |  |  |  |  |  |  |  |  |  |  |  |
| | 9. Victoria I của Liên hiệp Anh                                           |  |  |  |  |  |  |  |  |  |  |  |  |  |  |  |
| |                                                                           |  |  |  |  |  |  |  |  |  |  |  |  |  |  |  |
| |                                                                           |  |  |  |  |  |  |  |  |  |  |  |  |  |  |  |
| | 19. Victorie xứ Sachsen-Coburg-Saalfeld                                   |  |  |  |  |  |  |  |  |  |  |  |  |  |  |  |
| |                                                                           |  |  |  |  |  |  |  |  |  |  |  |  |  |  |  |
| |                                                                           |  |  |  |  |  |  |  |  |  |  |  |  |  |  |  |
| | 2. George V của Liên hiệp Anh                                             |  |  |  |  |  |  |  |  |  |  |  |  |  |  |  |
| |                                                                           |  |  |  |  |  |  |  |  |  |  |  |  |  |  |  |
| |                                                                           |  |  |  |  |  |  |  |  |  |  |  |  |  |  |  |
| | 20. Frederick William, Quận công Schleswig-Holstein-Sonderburg-Glücksburg |  |  |  |  |  |  |  |  |  |  |  |  |  |  |  |
| |                                                                           |  |  |  |  |  |  |  |  |  |  |  |  |  |  |  |
| |                                                                           |  |  |  |  |  |  |  |  |  |  |  |  |  |  |  |
| | 10. Christian IX của Đan Mạch                                             |  |  |  |  |  |  |  |  |  |  |  |  |  |  |  |
| |                                                                           |  |  |  |  |  |  |  |  |  |  |  |  |  |  |  |
| |                                                                           |  |  |  |  |  |  |  |  |  |  |  |  |  |  |  |
| | 21. Công nương Louise Caroline xứ Hesse-Kassel                            |  |  |  |  |  |  |  |  |  |  |  |  |  |  |  |
| |                                                                           |  |  |  |  |  |  |  |  |  |  |  |  |  |  |  |
| |                                                                           |  |  |  |  |  |  |  |  |  |  |  |  |  |  |  |
| | 5. Alexandra của Đan Mạch                                                 |  |  |  |  |  |  |  |  |  |  |  |  |  |  |  |
| |                                                                           |  |  |  |  |  |  |  |  |  |  |  |  |  |  |  |
| |                                                                           |  |  |  |  |  |  |  |  |  |  |  |  |  |  |  |
| | 22. Hoàng thân William xứ Hesse-Kassel                                    |  |  |  |  |  |  |  |  |  |  |  |  |  |  |  |
| |                                                                           |  |  |  |  |  |  |  |  |  |  |  |  |  |  |  |
| |                                                                           |  |  |  |  |  |  |  |  |  |  |  |  |  |  |  |
| | 11. Louise xứ Hessne-Kassel                                               |  |  |  |  |  |  |  |  |  |  |  |  |  |  |  |
| |                                                                           |  |  |  |  |  |  |  |  |  |  |  |  |  |  |  |
| |                                                                           |  |  |  |  |  |  |  |  |  |  |  |  |  |  |  |
| | 23. Công chúa Louise Charlotte của Đan Mạch                               |  |  |  |  |  |  |  |  |  |  |  |  |  |  |  |
| |                                                                           |  |  |  |  |  |  |  |  |  |  |  |  |  |  |  |
| |                                                                           |  |  |  |  |  |  |  |  |  |  |  |  |  |  |  |
| | 1. Edward VIII của Liên hiệp Anh                                          |  |  |  |  |  |  |  |  |  |  |  |  |  |  |  |
| |                                                                           |  |  |  |  |  |  |  |  |  |  |  |  |  |  |  |
| |                                                                           |  |  |  |  |  |  |  |  |  |  |  |  |  |  |  |
| | 24. Quận công Louis xứ Württemberg                                        |  |  |  |  |  |  |  |  |  |  |  |  |  |  |  |
| |                                                                           |  |  |  |  |  |  |  |  |  |  |  |  |  |  |  |
| |                                                                           |  |  |  |  |  |  |  |  |  |  |  |  |  |  |  |
| | 12. Alexander xứ Württemberg                                              |  |  |  |  |  |  |  |  |  |  |  |  |  |  |  |
| |                                                                           |  |  |  |  |  |  |  |  |  |  |  |  |  |  |  |
| |                                                                           |  |  |  |  |  |  |  |  |  |  |  |  |  |  |  |
| | 25. Công nương Henriette xứ Nassau-Weilburg                               |  |  |  |  |  |  |  |  |  |  |  |  |  |  |  |
| |                                                                           |  |  |  |  |  |  |  |  |  |  |  |  |  |  |  |
| |                                                                           |  |  |  |  |  |  |  |  |  |  |  |  |  |  |  |
| | 6. Franz, Công tước xứ Teck                                               |  |  |  |  |  |  |  |  |  |  |  |  |  |  |  |
| |                                                                           |  |  |  |  |  |  |  |  |  |  |  |  |  |  |  |
| |                                                                           |  |  |  |  |  |  |  |  |  |  |  |  |  |  |  |
| | 26. Bá tước László Rhédey von Kis-Rhéde                                   |  |  |  |  |  |  |  |  |  |  |  |  |  |  |  |
| |                                                                           |  |  |  |  |  |  |  |  |  |  |  |  |  |  |  |
| |                                                                           |  |  |  |  |  |  |  |  |  |  |  |  |  |  |  |
| | 13. Claudine Rhédey von Kis-Rhéde                                         |  |  |  |  |  |  |  |  |  |  |  |  |  |  |  |
| |                                                                           |  |  |  |  |  |  |  |  |  |  |  |  |  |  |  |
| |                                                                           |  |  |  |  |  |  |  |  |  |  |  |  |  |  |  |
| | 27. Nữ Nam tước Ágnes Inczédy von Nagy-Várad                              |  |  |  |  |  |  |  |  |  |  |  |  |  |  |  |
| |                                                                           |  |  |  |  |  |  |  |  |  |  |  |  |  |  |  |
| |                                                                           |  |  |  |  |  |  |  |  |  |  |  |  |  |  |  |
| | 3. Mary xứ Teck                                                           |  |  |  |  |  |  |  |  |  |  |  |  |  |  |  |
| |                                                                           |  |  |  |  |  |  |  |  |  |  |  |  |  |  |  |
| |                                                                           |  |  |  |  |  |  |  |  |  |  |  |  |  |  |  |
| | 28. George III của Liên hiệp Anh và Ireland                               |  |  |  |  |  |  |  |  |  |  |  |  |  |  |  |
| |                                                                           |  |  |  |  |  |  |  |  |  |  |  |  |  |  |  |
| |                                                                           |  |  |  |  |  |  |  |  |  |  |  |  |  |  |  |
| | 14. Hoàng tử Adolphus, Công tước xứ Cambridge                             |  |  |  |  |  |  |  |  |  |  |  |  |  |  |  |
| |                                                                           |  |  |  |  |  |  |  |  |  |  |  |  |  |  |  |
| |                                                                           |  |  |  |  |  |  |  |  |  |  |  |  |  |  |  |
| | 29. Charlotte xứ Mecklenburg-Strelitz                                     |  |  |  |  |  |  |  |  |  |  |  |  |  |  |  |
| |                                                                           |  |  |  |  |  |  |  |  |  |  |  |  |  |  |  |
| |                                                                           |  |  |  |  |  |  |  |  |  |  |  |  |  |  |  |
| | 7. Mary Adelaide xứ Cambridge                                             |  |  |  |  |  |  |  |  |  |  |  |  |  |  |  |
| |                                                                           |  |  |  |  |  |  |  |  |  |  |  |  |  |  |  |
| |                                                                           |  |  |  |  |  |  |  |  |  |  |  |  |  |  |  |
| | 30. Hoàng thân Frederick xứ Hesse-Kassel                                  |  |  |  |  |  |  |  |  |  |  |  |  |  |  |  |
| |                                                                           |  |  |  |  |  |  |  |  |  |  |  |  |  |  |  |
| |                                                                           |  |  |  |  |  |  |  |  |  |  |  |  |  |  |  |
| | 15. Auguste xứ Hessen-Kassel                                              |  |  |  |  |  |  |  |  |  |  |  |  |  |  |  |
| |                                                                           |  |  |  |  |  |  |  |  |  |  |  |  |  |  |  |
| |                                                                           |  |  |  |  |  |  |  |  |  |  |  |  |  |  |  |
| | 31. Công nương Caroline xứ Nassau-Usingen                                 |  |  |  |  |  |  |  |  |  |  |  |  |  |  |  |
| |                                                                           |  |  |  |  |  |  |  |  |  |  |  |  |  |  |  |
| |                                                                           |  |  |  |  |  |  |  |  |  |  |  |  |  |  |  |